# Wilhelm Kotarbiński
Wilhelm Kotarbiński (30 de novembro de 1848, Nieborów –  4 de setembro de 1921, Kiev) foi um pintor polonês cuja obra é classificada dentro do academicismo, romantismo, simbolismo e secessionismo. Era primo de Miłosz – famoso pintor, ilustrador e crítico de arte, confundido com ele em muitas fontes – e de Józef Kotarbiński – escritor, crítico literário e teatral, ator de teatro e cinema.
Como Wilhelm Kotarbiński trabalhou por mais de 30 anos nas terras então pertencentes ao Império Russo, ele foi reconhecido lá como russo – portanto, em muitas fontes de língua russa ele é listado como Wilgielm Aleksandrowicz Kotarbinskij (em russo: Вильгельм Александрович Котарби нский) ou Vasily Aleksandrovich Kotarbinskij (russo: Василий Александрович Котарбинский), em fontes de língua ucraniana também como Vasyl Oleksandrovich Kotarbinskyj (ucraniano: Василь Олександрович Kotarbhinsky). Em publicações mais recentes (desde a década de 1990) é referido como um pintor polaco e ucraniano.

## Biografia

### Infância e adolescência – Varsóvia (1848–1871)
Wilhelm Kotarbiński era o segundo filho do nobre polonês Aleksander Kotarbiński, que ocupava o cargo de administrador dos patrimônios da família Radziwiłł em Nieborów no então Governadorado de Varsóvia (Polônia do Congresso). Sua mãe era Leokadia, nascida Wejsflok (Weysflok). Devido a problemas de saúde de ambos os pais, assim como do próprio Wilhelm, foi batizado apenas no terceiro mês de vida – em 7 de fevereiro de 1849, e sua certidão de nascimento foi inscrita no livro paroquial na presença de duas testemunhas – camponeses analfabetos do município, Wincenty Krzyżanowski e Walenty Suski. Os padrinhos foram Karolina e Leopold John. Seu irmão mais velho, Aleksander Wilhelm, tinha então dois anos (nascido em 23 de janeiro de 1847, falecido em abril de 1896). O irmão mais novo, Wincenty, nasceu e morreu em 1858.
Wilhelm Kotarbiński formou-se no ginásio clássico em Varsóvia. Nos anos 1867–1871 estudou no Curso de Desenho em Varsóvia sob a supervisão de Rafał Hadziewicz inaugurado em 1865 no lugar da Escola de Belas Artes, que foi fechada pelas autoridades russas em 1864.

### Juventude – período de Roma (1871–1887)
Seu pai se opôs fortemente à educação continuada e à carreira de pintura de Wilhelm Kotarbiński. Assim, Wilhelm pediu dinheiro emprestado a seu tio e em 1871 foi para a Itália como bolsista da Sociedade Imperial de Fomento das Artes (em 1872–1873 recebeu 200 rublos por ano), onde até 1875 ele continuou seus estudos na Academia de São Lucas em Roma sob a supervisão de Francesco Podesti. Seu conhecimento de latim, que estudou no ensino médio, ajudou-o a aprender italiano. Durante os seus estudos, viveu em extrema pobreza – o seu alojamento temporário consistia apenas "numa mesa, uma cadeira partida e um manequim mordido por um rato". Dormia sobre um único lençol, que amarrava nas pernas de uma mesa que ele virava à noite. Houve momentos em que ele ficou vários dias sem comer, e de fome roubou um pãozinho de uma loja e bebeu água de uma fonte (mais tarde, quando sua situação financeira melhorou, devolveu o dinheiro ao vendedor). Essas más condições de vida fizeram com que contraísse febre tifóide. Ele foi salvo da morte por um médico chamado Wendt – um alemão de raízes russas ou bálticas – e dois pintores russos – os irmãos Aleksandr (nascido em 1848) e Pavel (nascido em 1849) Swiedomski, também morando em Roma. Logo, o aspirante a artista começou a trabalhar em seu ateliê no Campo de Marte (distrito Campo Marzio) na Via Margutta 5.
Depois de se formar, Wilhelm Kotarbiński iniciou sua carreira de pintor, criando pinturas sobre temas relacionados ao mundo antigo. Elas eram criadas em seu próprio estúdio na Via di San Basilio (organizado graças à ajuda dos irmãos Swiedomski), onde também deu aulas remuneradas a jovens adeptos da pintura, incluindo Maria Bashkirceva, que conheceu em Nápoles. Além disso, a Sociedade para o Incentivo às Belas Artes concedeu-lhe um subsídio de 500 rublos. Ele expôs seus primeiros trabalhos em Roma e Lviv.
Em 1880 conheceu o então famoso crítico de arte russo Vladimir Stasov. A seu pedido, fez uma cópia de um dos manuscritos do século XIV das coleções dos Museus Vaticanos, o que lhe custou um ano de trabalho.
Ele viveu na capital da Itália até 1887 ou 1888. Lá ele fez amizade com Henryk Siemiradzki. Com o tempo, o reconhecimento pelo trabalho de Wilhelm Kotarbiński cresceu, o que lhe rendeu patronos. Um dos primeiros foi Josip Juraj Strossmayer, bispo de Đakov, que em 1875 comprou duas de suas pinturas: O Martírio de São Calisto e A Fuga para o Egito. Outros compradores famosos das obras do artista incluem Władysław Kościelski, colecionador e mecenas da arte.
Wilhelm Kotarbiński deixou a Itália com a intenção de cumprir uma encomenda, juntamente com pintores russos, para criar afrescos no interior da Catedral de São Pedro Vladimir em Kiev. Foi convidado a participar neste projeto pelos irmãos Aleksander e Paweł Swiedomski, com quem fez amizade durante a doença e com quem aprendeu a língua russa. Desta amizade resultou também uma cooperação artística, desconhecida na arte mundial da época – as figuras de escravos na pintura Rua em Pompeia de Paweł Swiedomski (atualmente na coleção da Galeria Tretiakov em Moscou) foram pintadas por Wilhelm Kotarbiński.

### Idade madura – período de Kiev (1888–1921)
Em 1888, o artista casou-se  e comprou a propriedade Kalsk no antigo distrito de Slutsk do Império Russo (hoje na Bielorrússia). Lá ele criou pinturas e afrescos para igrejas próximas e igrejas ortodoxas, incluindo: para a igreja em Starczyce na forania de Slutsk. Ele também esculpiu molduras para pinturas.
Ele viajou muitas vezes de Kalsk para Kiev. Inicialmente, ele alugou quartos no hotel "Kane" em Funduklejewskiej 3 e, anos mais tarde, no hotel "Praga", na Bolshoi Volodymirskoy, onde também tinha um estúdio. Por algum tempo ele também morou na Andreyevsky Zjazd, a rua mais antiga de Kiev, que liga a Cidade Alta com Padoł (Cidade Baixa), onde também moraram, dentre outros, Mikhail Bulgakov, Nikolai Berdyaev e Mikhail Vrubel (polonês de nascimento).
O primeiro grande trabalho em equipe de Wilhelm Kotarbiński em Kiev foi a criação de pinturas – junto com Iwan Selezniow, Pavel Svedomski e Viktor Vasnetsov – na igreja de Santo Alexandre Nevskii em São Petersburgo, cuja construção em Rubeżiws’koji kołonij (atualmente um conjunto habitacional no distrito de Sviatoshi, em Kiev) em Zhytomyrs'ke szose foi concluída em 1883. Por ordem das autoridades municipais, a igreja foi fechada em 1934 e posteriormente destruída.

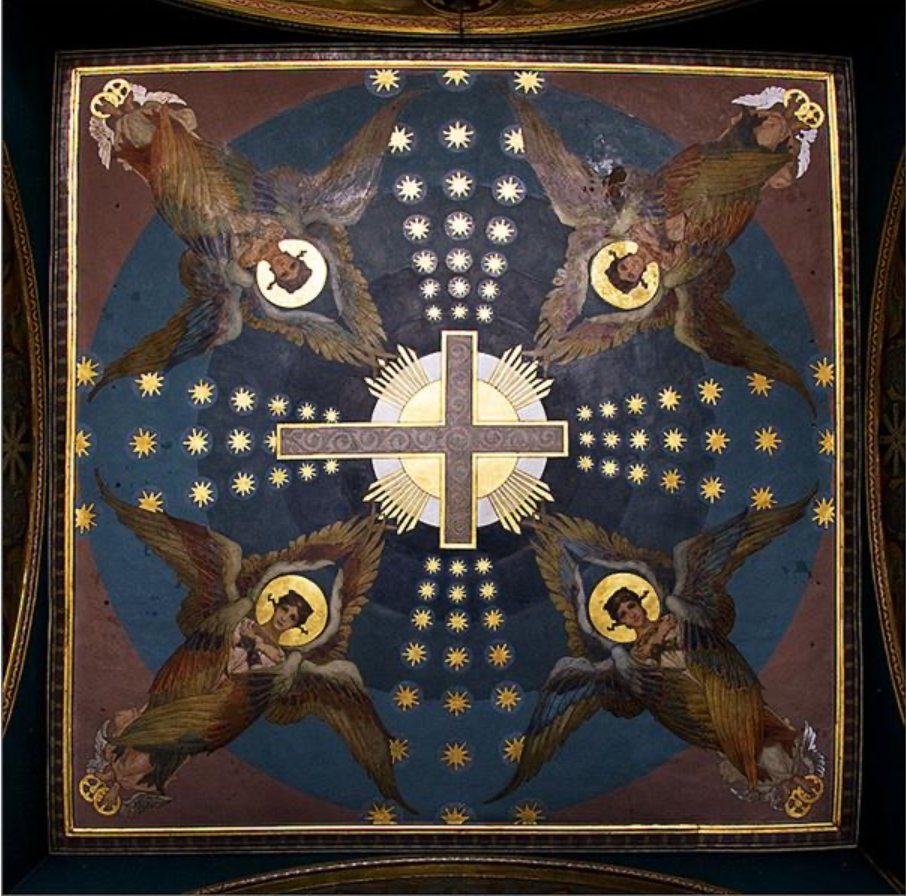
Teto na Catedral de São Vladimir em Kiev

Nos anos 1887–1895 ele trabalhou na criação de afrescos na catedral de São Vladimir em Kiev, juntamente com renomados pintores russos: Mikhail Nesterov, Mykola Pymonenko, os irmãos Alexander e Pavel Svedomski, Mikhail Vrubel, Viktor Vasnetsov e Viktor Zamirajla. Toda a obra foi supervisionada pelo historiador de arte, crítico de pintura e arqueólogo russo Adrian Viktorovich Prakhov. Wilhelm Kotarbiński é creditado com a autoria de afrescos tematicamente referentes ao Livro do Gênesis: Criação do sol, da lua e das estrelas, Criação dos peixes e pássaros, Criação dos animais quadrúpedes e do homem, Deus descansando após a criação do homem e Transfiguração do Senhor. Provavelmente, junto com Paweł Swiedomski, pintou nos corredores laterais: A Entrada em Jerusalém, A Ceia do Senhor, Cristo diante de Pilatos e a Crucificação. Maryna Drobotiuk atribui autoria conjunta a W. Kotarbiński e P. Swiedomski a um total de 18 pinturas e imagens de 84 figuras. Determinar a autoria exata de pinturas individuais é difícil porque a grande maioria delas não está assinada e Wilhelm Kotarbiński, como católico, não foi autorizado a trabalhar de forma totalmente independente (pintou sob a supervisão direta de P. Swiedomski).
Seguindo os esboços preparados para a Catedral de São Vladimir, W. Kotarbiński e P. Swiedomski também fez (com a ajuda de outros artistas de Kiev) pinturas na igreja construída em 1883. São Nicolau Milagreiro em Radomyśl.

Wilhelm Kotarbiński também criou muitas pinturas de parede e plafons nas salas de estar das residências de famílias ricas em Kiev, Moscou e São Petersburgo, incluindo: um teto com quatro cenas referentes a lendas ucranianas no vestíbulo da residência do empresário e filantropo Mykola Artemiyovych Tereshchenko em Kiev (hoje o prédio é ocupado pelo Museu Nacional Taras Shevchenko) e uma grande decoração de parede no palácio do industrialista Bohdan Ivanovych Khanenko (hoje edifício do Museu Nacional de Arte Bohdan e Varvara Khanenko) em Kiev.

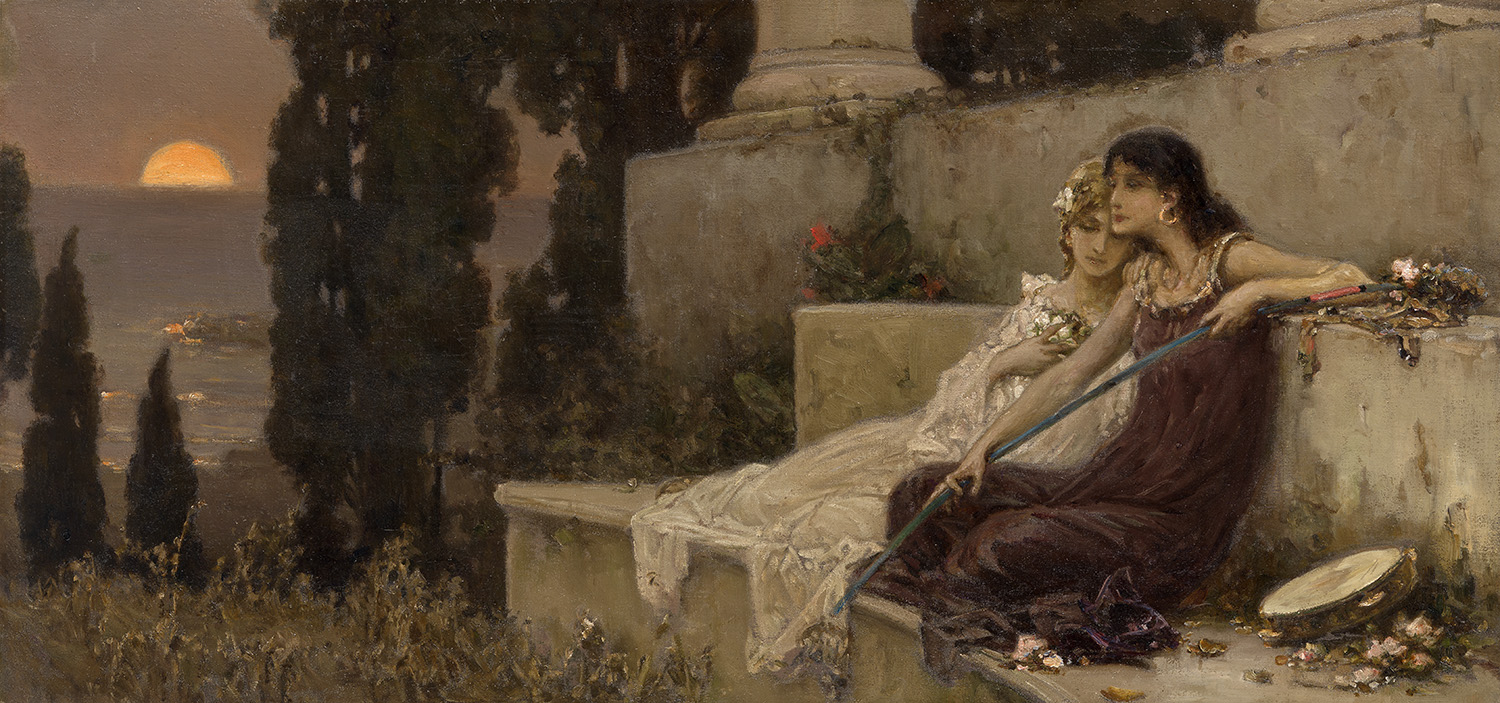
Silêncio da Tarde (1900)

Em 1890, Wilhelm Kotarbiński juntou-se à União de Pintores do Sul da Rússia, fundada por Viktor Vasnetsov, Adrian Prakhov e Ivan Rashevsky, cujo objetivo era organizar exposições anuais de pintura em Kiev.
Em 1893, foi cofundador, junto com Władysław Galimski, Jan Stanisławski, Eugeniusz Wrzeszcz e Jan Ursyn-Zamarajew, da Sociedade de Pintores de Kiev. O estatuto da Sociedade previa não só a organização de exposições de mestres pintores (também estrangeiros), mas também bailes de máscaras e jogos de xadrez e bilhar.
Em 1897, o artista ingressou na Sociedade de Antiguidades e Artes de Kiev (ucraniano: Київське товариство старожитностей і мистецтв), que mais tarde se tornou a Sociedade de Encorajamento (Zachęty) de Belas Artes (ucraniano: Товариство заохочень м истецтв).
O auge da carreira artística de Wilhelm Kotarbiński ocorreu na década de 1890, quando seu trabalho foi apreciado por muitos críticos da época. Ele também se tornou um dos pintores favoritos do czar Nicolau II. Sobre o trabalho de Kotarbiński, foi escrito por Vladimir Ludwigowicz Kign, um escritor, crítico de literatura e viajante russo com raízes germano-polonesas:

O polaco Kotarbiński é um grande sonhador. Ele gosta de sonhar com o importante e o desimportante, de forma séria e brincalhona. Depois do jantar. Durante uma pequena pausa no trabalho constante. […] A mente russa é rígida, a mente polaca é dispersa. A imaginação russa precisa de uma base real, a imaginação polaca está nas nuvens. O artista russo pode ser um idealista, mas nunca se tornará um artista-pintor fantástico, como muitos polacos. Quando Swiedomski pinta, ele trabalha. Kotarbiński – ele sonha, sempre sonha, incansavelmente, tanto quando trabalha como quando descansa.

Durante a Primeira Guerra Mundial, o artista pintou um cartaz intitulado Kiev – Polónia, querendo assim incentivar doações à população polaca.

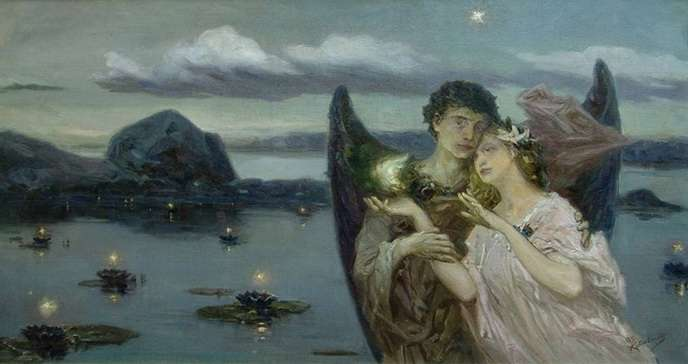
Após a Morte, um dos quadros de Kortanbiski que evoca o místico e o sobrenatural, temas populares no fin de siècle entre simbolistas e entre filósofos e poetas da Era de Prata russa. Na cultura cientificista e ateia soviética, o interesse por essas pinturas foi abandonado, até a demanda ressurgir em período mais recente, com a reabilitação do individualismo e introspecção.

Em 1915, Academia Imperial de Belas Artes de São Petersburgo concedeu a Wilhelm Kotarbiński o título de acadêmico "por méritos no campo da pintura" (a maioria das fontes afirma incorretamente que isso ocorreu em 1905).
Wilhelm Kotarbiński também foi autor de ilustrações para a Bíblia Sagrada. Ele morou em Kiev até o fim da vida. Lá ele sobreviveu aos anos difíceis da Revolução Russa de 1905, da Primeira Guerra Mundial e da Revolução de Outubro, como resultado da qual a República Socialista Soviética da Ucrânia foi estabelecida em 1919 (com capital em Kharkov até 1934). Provavelmente após o fim das hostilidades em 1918, Wilhelm Kotarbiński pretendia regressar a Varsóvia e à sua pátria agora independente – começou por embalar e despachar a maior parte das suas telas, mas estas nunca chegaram à Polônia; o próprio artista também não voltou.
Ele morreu na obscuridade e na pobreza, com plena consciência, na casa de Adrian e Emilia Prachów na então Tr'ochswiatytels'ka. Nas últimas semanas de vida, foi cuidado pelo amigo – um médico polonês chamado Jakubski – e pela filha de Adrian e Emilia Prachów, Helena. As causas de morte foram aterosclerose relacionada à idade e febre paratifoide. Após a sua morte, foi sepultado na parte nova do cemitério de Bajkowa, na primeiro quadra polaca.

## Obra

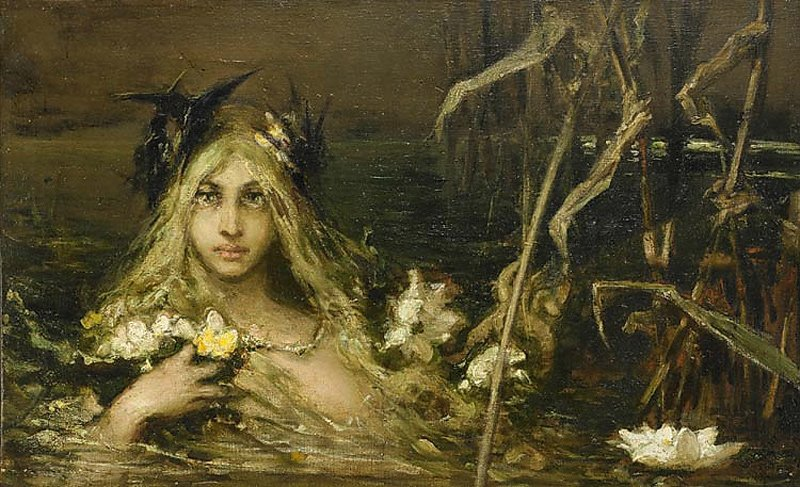
A Ninfa da Água, uma das pinturas mais caras de Kotarbiński

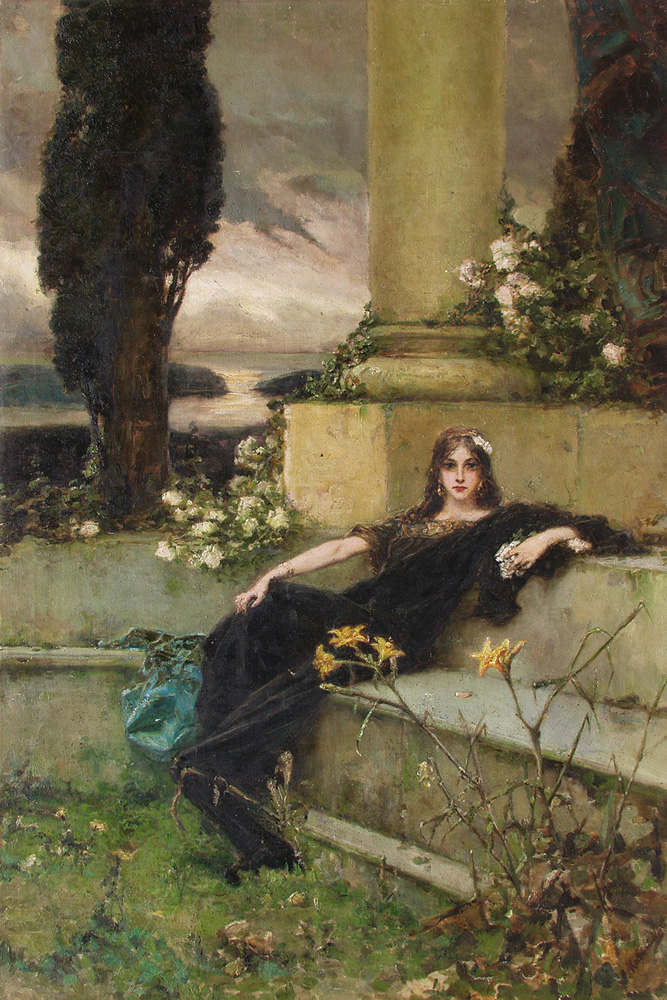
No silêncio da noite. Pensativa. uma das pinturas mais caras dos leilões polacos

Os temas das pinturas de Wilhelm Kotarbiński incluíam principalmente cenas bíblicas e antigas (das culturas antigas do Egito, Grécia, Roma e Oriente Médio) e, no período maduro de sua obra, também cenas fantásticas, simbólicas e alegóricas. Suas poucas paisagens também foram preservadas.
Os críticos de pintura polacos do século XIX comparavam frequentemente o seu trabalho com as pinturas de Henryk Siemiradzki, de quem Wilhelm Kotarbiński era amigo desde a sua estada em Roma. Após a morte do artista, suas obras caíram no esquecimento por quase cem anos, e muitas delas foram destruídas ou perdidas durante os anos turbulentos de ambas as guerras mundiais, a revolução de 1905 e a Revolução de Outubro na Rússia. A grande maioria das obras sobreviventes estão atualmente localizadas fora da Polônia, incluindo: no Museu de Arte Nykanor Onacki em Sumy, que, em 1920, como resultado da nacionalização realizada um ano antes, assumiu a coleção de obras de arte de Oskar Hansen, um polaco radicado em Kiev, diretor do conselho de administração da Ferrovia Belgorod-Sum na Rússia czarista, filantropo, entusiasta e especialista em antiguidades. O interesse por elas retornou apenas na virada dos séculos XX e XXI, o que se refletiu no número crescente de publicações sobre e nos altos preços alcançados pelas pinturas de Wilhelm Kotarbiński em leilões de arte.
Exemplos de preços de pinturas obtidas em leilões estrangeiros:
- Ninfa da água – 1.800.000 coroas suecas (15 de março de 2007, Suécia)[32]
- A Menina e o Anjo – 60.000 francos suíços (21 de setembro de 2007, Suíça)[33]
- Garota de malva-rosa – 130.000 francos suíços (21 de setembro de 2007, Suíça)[34]
- Meninas com vestidos dourado e rosa – 130.000 francos suíços (21 de setembro de 2007, Suíça)[35]
- Duas belezas – 72.500 libras esterlinas (27 de novembro de 2007, Sotheby's, Inglaterra)[36]
- Noite no terraço – 500.000 coroas suecas (13 de março de 2008, Suécia)[37]
- No terraço – 115.650 libras esterlinas (12 de junho de 2008, Inglaterra)[38]
- Estrela da tarde – 230.000 zlotys poloneses (18 de março de 2007, Casa de Leilões Agra-Art)[39]
- No silêncio da noite. Pensativa – 280.000 zlotys poloneses (18 de março de 2012, Casa de Leilões Agra-Art)[39]

As pinturas de Wilhelm Kotarbiński foram repetidamente apresentadas em exposições de pintura, tanto durante a vida do artista como atualmente, incluindo: em 1894 em Lviv (incluindo Orgia Romana, Morte de Messalina e a aquarela Passatempos na Grécia Antiga, pela qual recebeu uma medalha de ouro), em 1895 e 1901 em exposições da Sociedade para o Incentivo às Belas Artes em Varsóvia, em 1895, à 3.ª exposição da Sociedade de Pintores de Kiev, em 1896 em Poznań, em 1898 na Academia Imperial de Belas Artes de São Petersburgo, em 2002 na exposição intitulada "Cores da identidade" na Galeria de Arte do Estado de Sopot, em 2003 na exposição intitulada “Semana Santa” no Museu de Literatura Adam Mickiewicz em Varsóvia, em 2004/2005 na exposição intitulada "Tudo é graça" no Castelo Real de Varsóvia. Suas obras também foram expostas em Cracóvia, Berlim e Paris.
Na virada dos séculos XIX e XX, a moda da obra de Wilhelm Kotarbiński era tão grande que a editora de Kiev "Razswiet" decidiu em 1914 publicar reproduções das pinturas do artista na forma de cartões postais Alguns dos cartões tinham assinaturas bilíngues (em russo e francês). Uma reprodução da Orgia Romana, feita na técnica da xilogravura, também foi publicada na revista alemã Moderne Kunst.

### Técnica e características da pintura

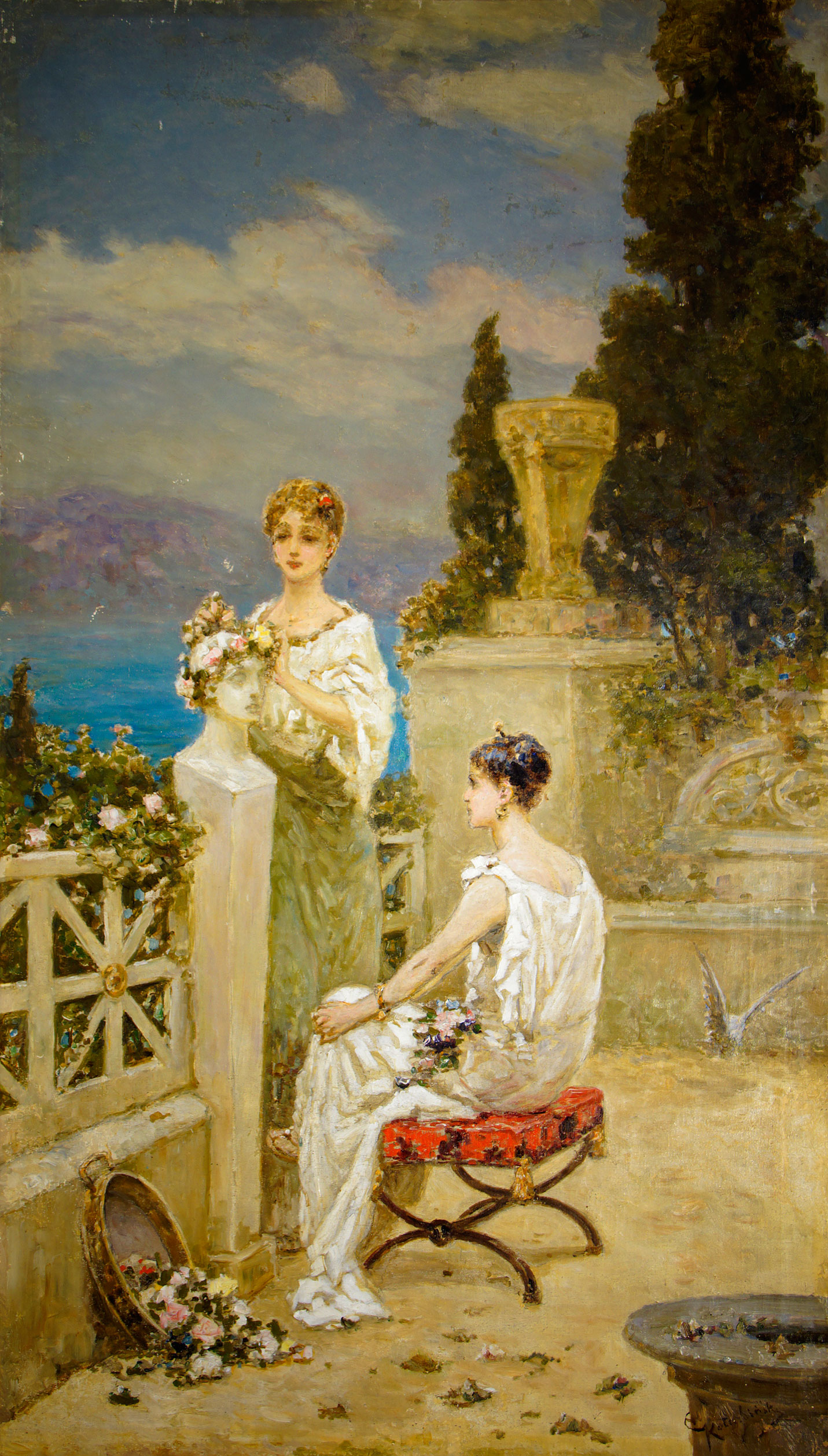
Idílio italiano, óleo sobre tela, 138×79,5 cm. Um excelente exemplo da corrente principal do trabalho de Kotarbiński.

As obras mais marcantes de Wilhelm Kotarbiński foram feitas em óleo sobre tela. O artista também utilizou uma prancha como suporte para tintas a óleo. Ele também pintou sobre papel, usando técnicas de aquarela e tinta para aguada. Muitas pinturas foram criadas como decoração de parede ou teto na forma de painéis e plafons.Wilhelm Kotarbiński também praticou pintura mural usando a técnica do afresco.
No período romano da sua obra, as obras do artista caracterizaram-se por uma clara subordinação aos cânones da pintura académica. Eles se distinguiram pela perfeição técnica do artista, cores ricas e nuances de claro-escuro, bem como forma decorativa e atenção à cor. O crítico de arte, pintor e escritor Henryk Piątkowski escreveu sobre as características da pintura de Wilhelm Kotarbiński:

[Kotarbiński] é, acima de tudo, um colorista, no nobre sentido da palavra, por impulso, por um sentimento interior, por necessidade do espírito. O mundo lhe aparece na forma de manchas coloridas, muito coloridas, fundindo-se numa gama harmoniosa. Tons sofisticados, unindo-se suavemente num todo artístico, talvez cubram a realidade com uma gaze demasiado fantástica."— Henryk Piątkowski, 1895 (citado por Marcinem Gochem, 2010)
Durante o período de Kiev, o trabalho de Wilhelm Kotarbiński evoluiu do academicismo para o simbolismo, a fantasia e os fios simbólicos apareceram cada vez mais em suas pinturas, às vezes combinados com o folclore e as crenças populares da Ucrânia, e na virada do século, na era do fin de siècle, houve grande procura para tais obras. O artista concentrou-se principalmente em satisfazer os gostos dos ricos da cidade, pintando por encomenda e fazendo muitas réplicas das suas pinturas, o que se refletiu no nível artístico das obras. Segundo a opinião de alguns críticos, Wilhelm Kotarbiński nos primeiros anos do século XX "se transformou de um artista talentoso em um decorador que atendia a uma série de pedidos" e "desperdiçou seu talento":

Essas aguadas simbolísticas de outros artistas, dignas da reflexão de Freud, contrastam com o mundo diametralmente diferente e idílico da antiguidade, florido, etéreo, feminino, dolorosamente inocente.— Jerzy Wojciechowski, 1996 (citado por Marcinem Gochem, 2010)
Apesar das críticas tão devastadoras às obras posteriores do artista, é "impossível negar a sua habilidade técnica e virtuosidade das cores", e a pintura de salão foi a resposta do artista à moda então prevalecente:

"Essas imagens não são tanto do estilo polonês e de Chopin, mas são uma manifestação da moda comum dos anjos desencarnados, pálidos, com olhos cavernosos e cabelos longos. Estas aparições poéticas dominaram efetivamente o ideal de feminilidade na arte da virada do século, arte que pode ser descrita como uma forma massificada e popular de simbolismo."— Maria Poprzęcka, 1991 (citada por Marcinem Gochem, 2010)
Graças à cocriação de afrescos na catedral de St. Vladimir em Kiev, Wilhelm Kotarbiński também contribuiu para o renascimento da pintura monumental na arte russa.
O criador geralmente assinava suas obras com uma assinatura polonesa (há assinaturas: "Wilhelm Kotarbiński", "WKotarbiński", "W. Kotarbiński", "Wilhelm / Kotarbiński", "W. Kotarbińsky", "Kotarbiński | Roma"), raramente em cirílico.

### Legado
Embora tenha permanecido em grande parte esquecido durante o período soviético, na era pós-Euromaidan o interesse por Kotarbiński tornou-se mais visível. Kiev celebrou o 100.º aniversário da sua morte com uma exposição especial e uma edição dedicada do jornal de arte local, Antikvar. "Os novos tempos deram origem a uma nova burguesia com novos gostos", disse um historiador da arte.

### Galeria (seleção)

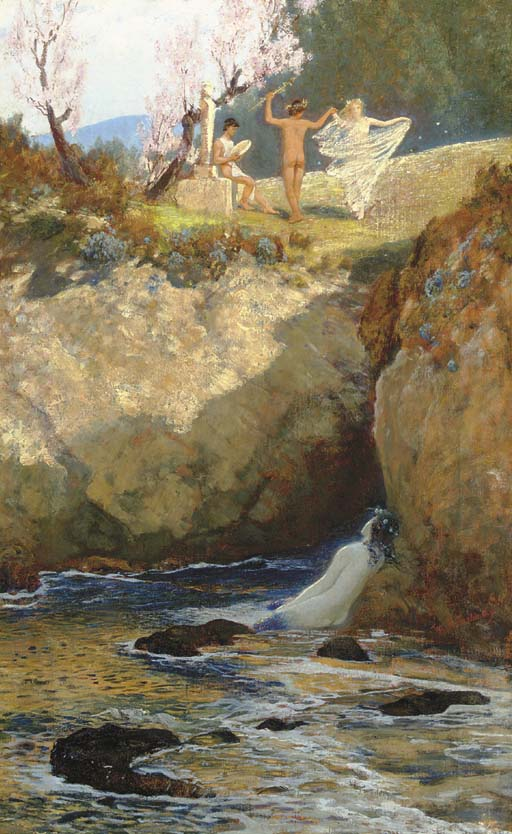
A Dança
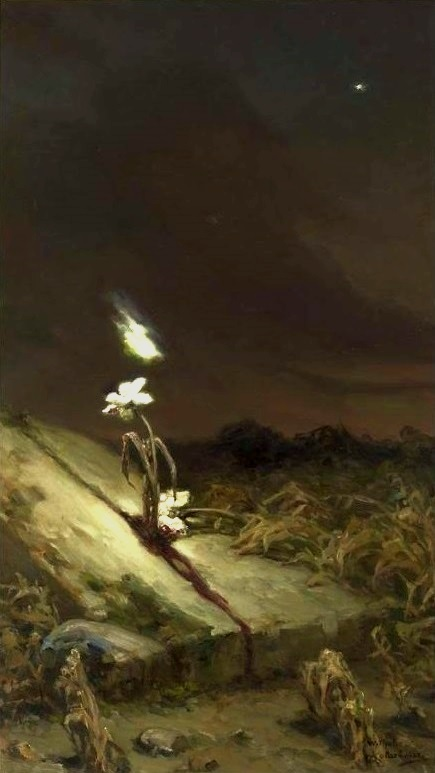
O Túmulo de um Suicida
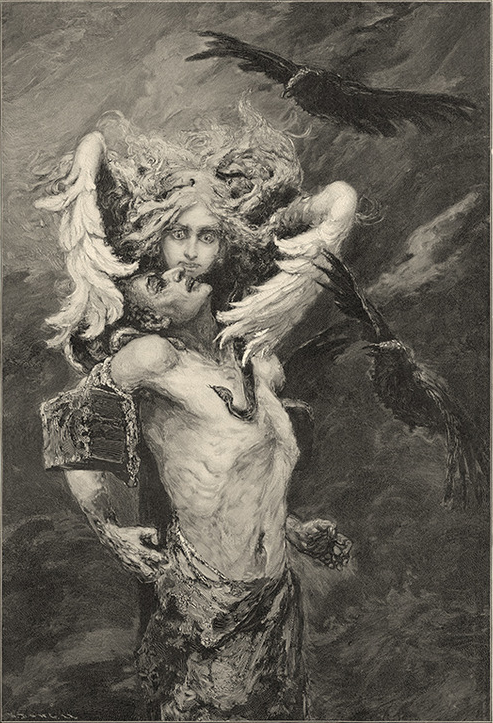
Beijo da Medusa (1890)
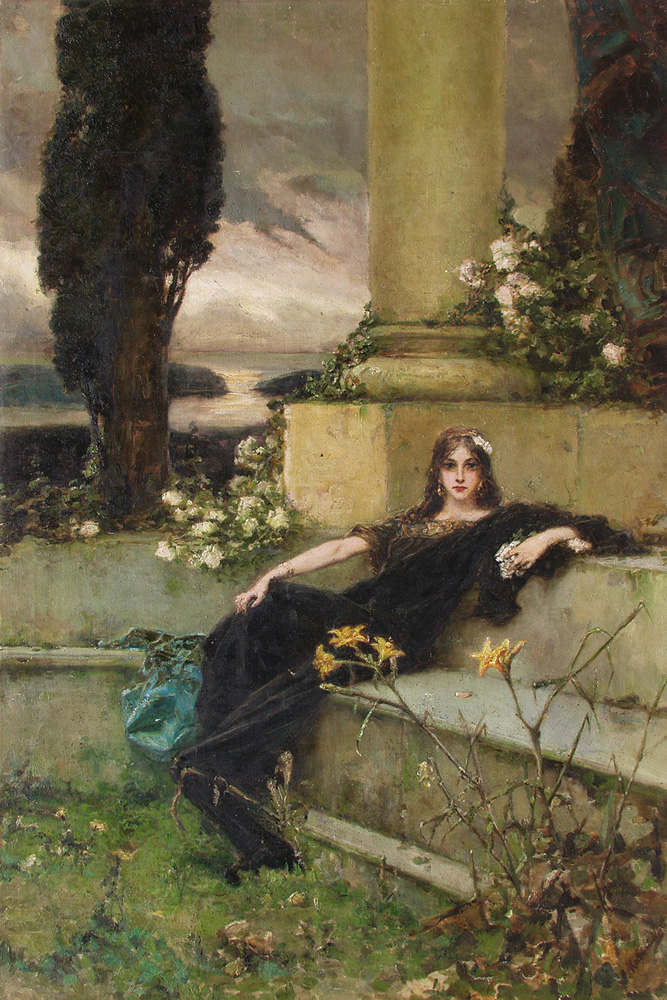
Silêncio da Tarde (1900)
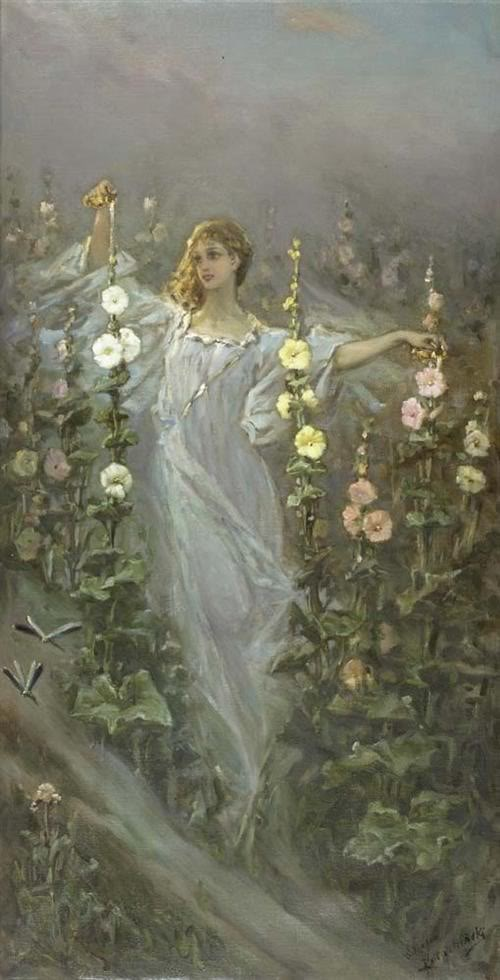
Garota entre as Malvas-rosas
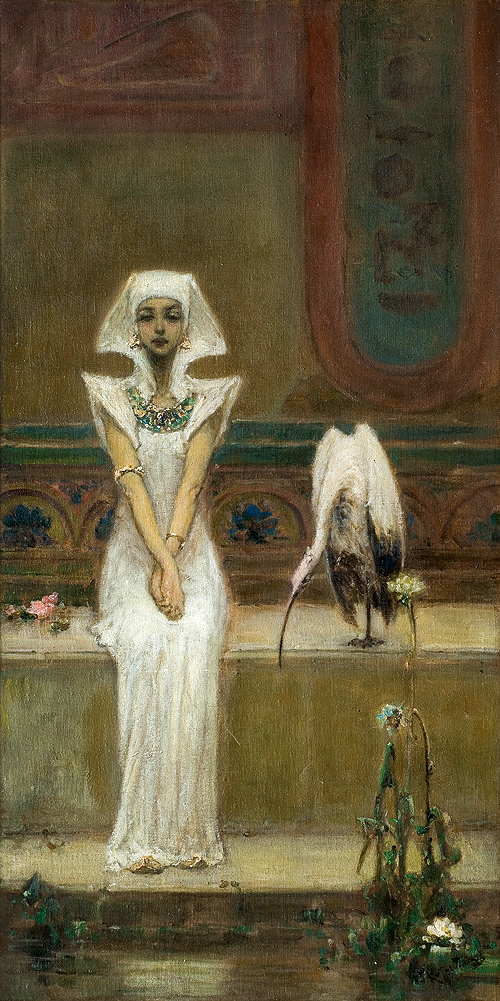
Jovem Mulher Egípcia (1900)
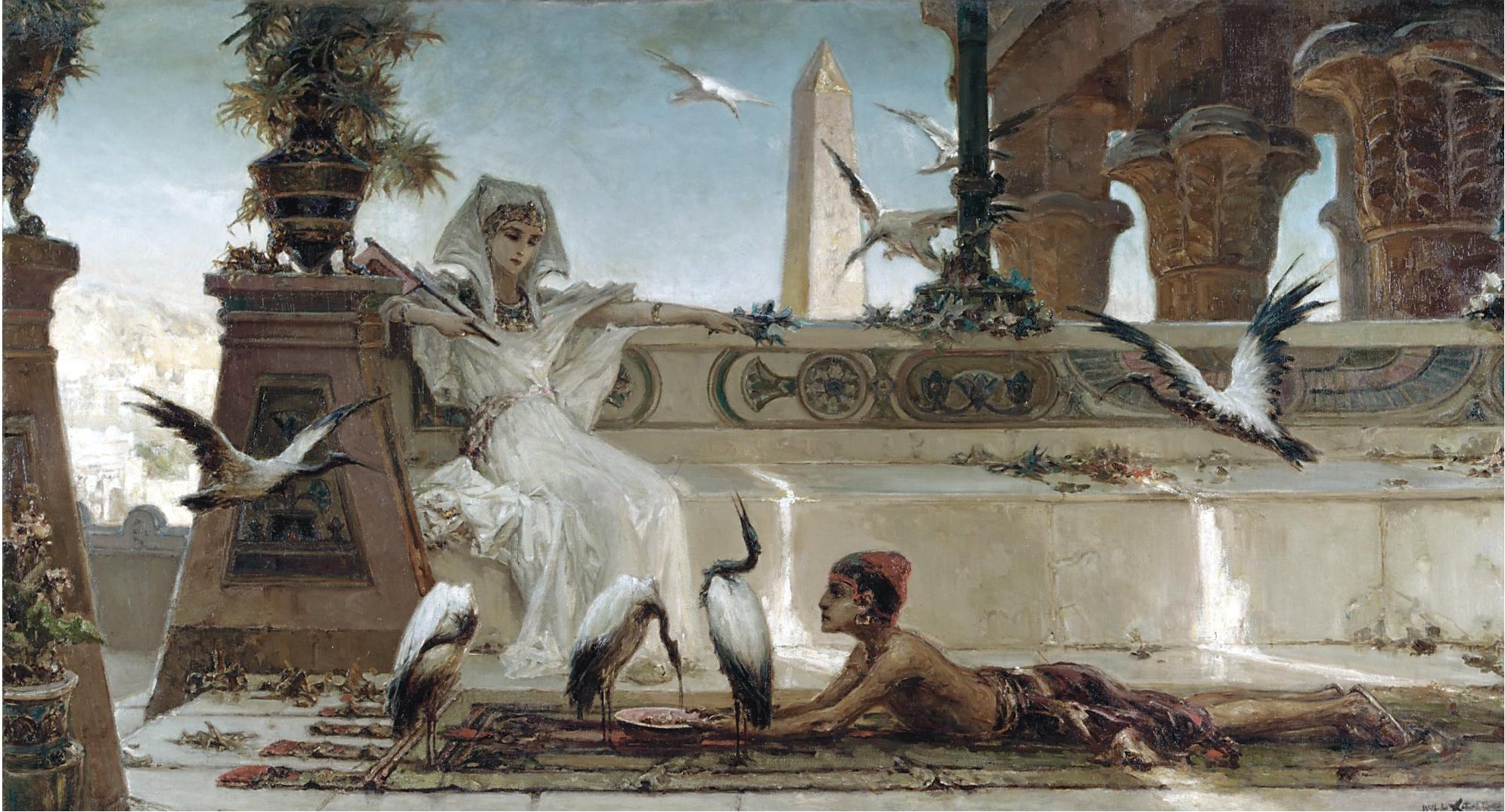
Cleópatra
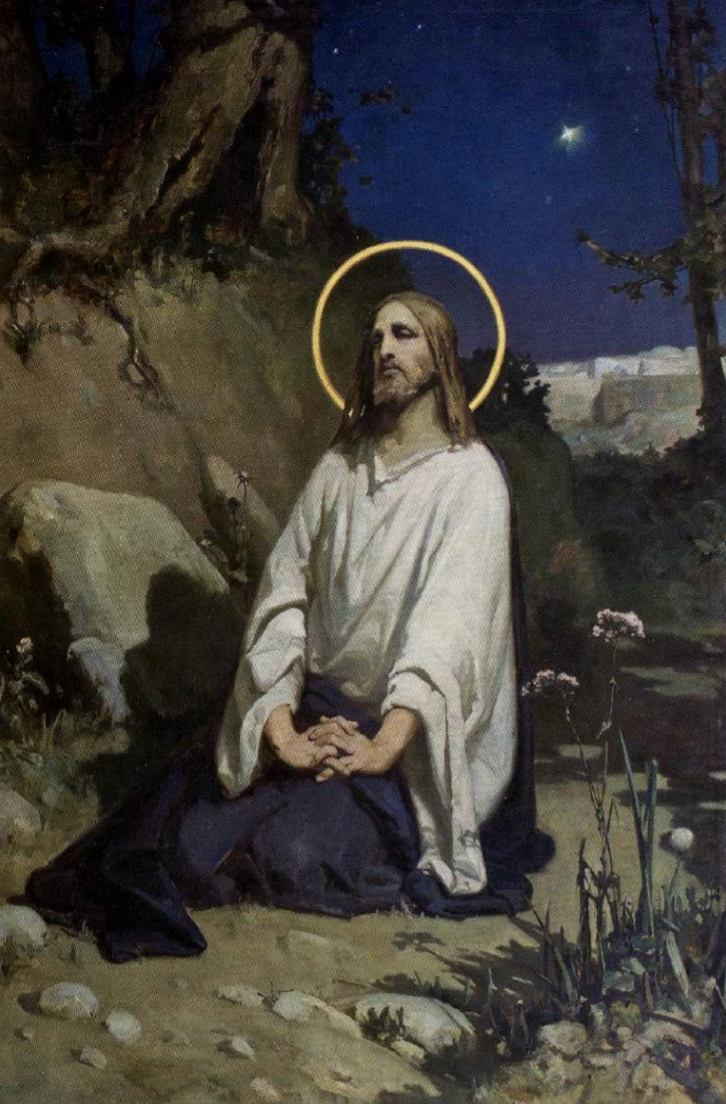
Agonia no Jardim
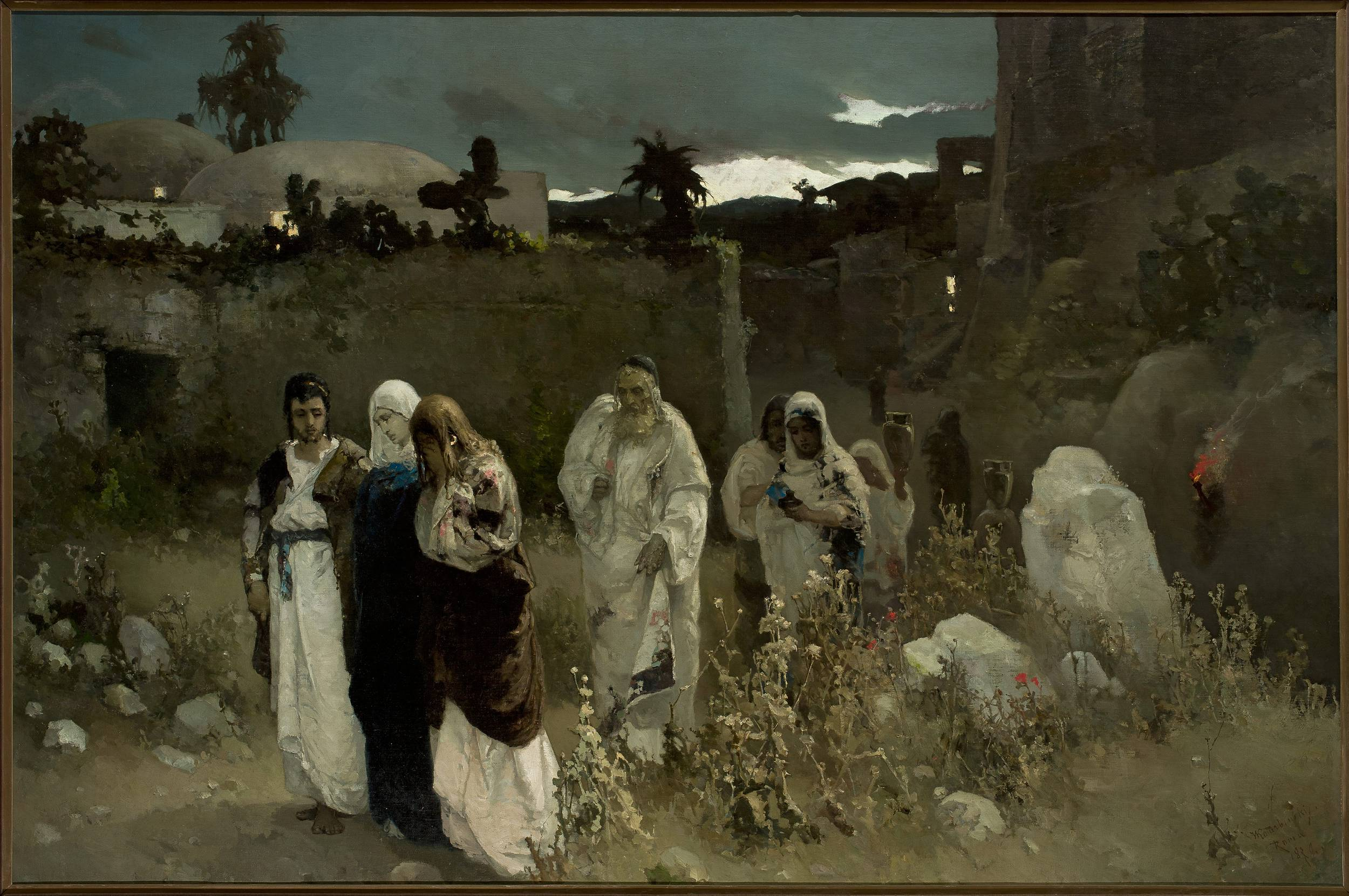
As Três Marias na Tumba
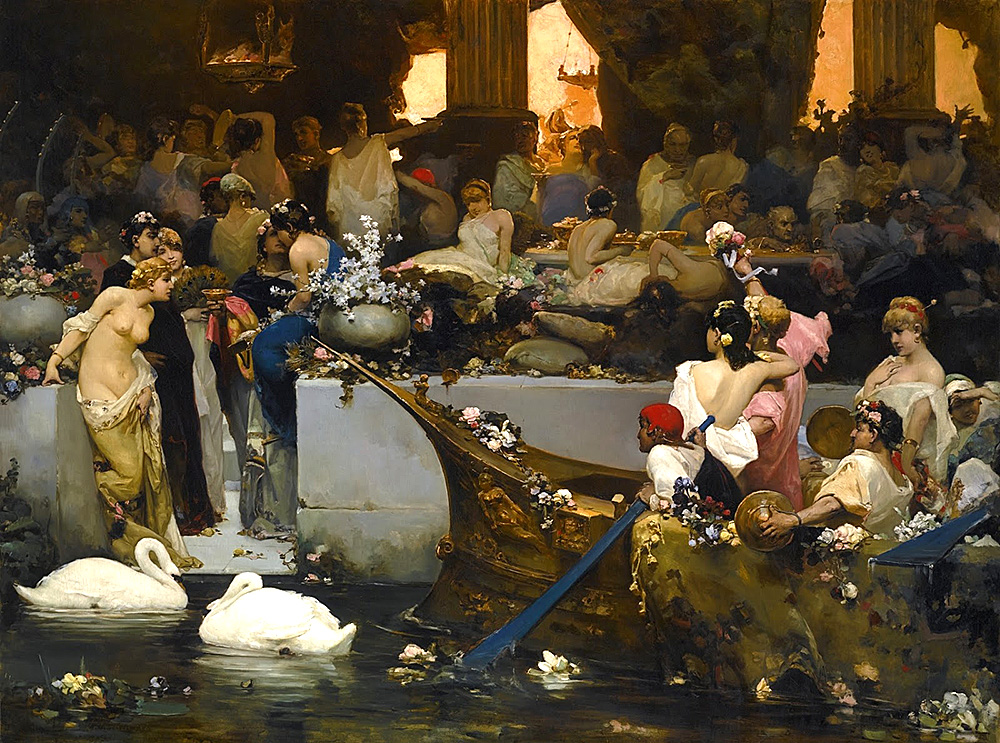
Orgia Romana ou Bacchanalia (1891)
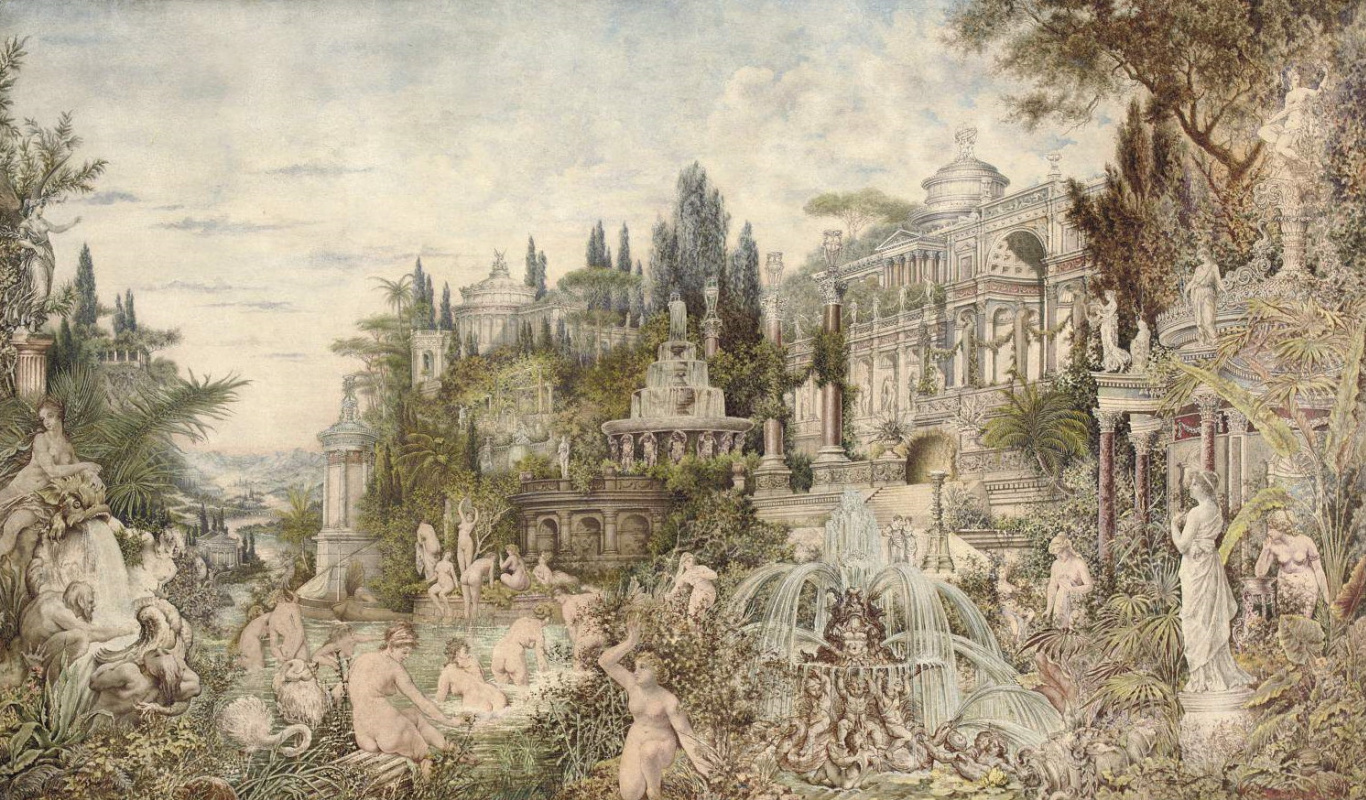
Jardim Encantado ou Parque dos Banhistas (1882). Cena de festa com sátiros e bacantes em palácios romanos.
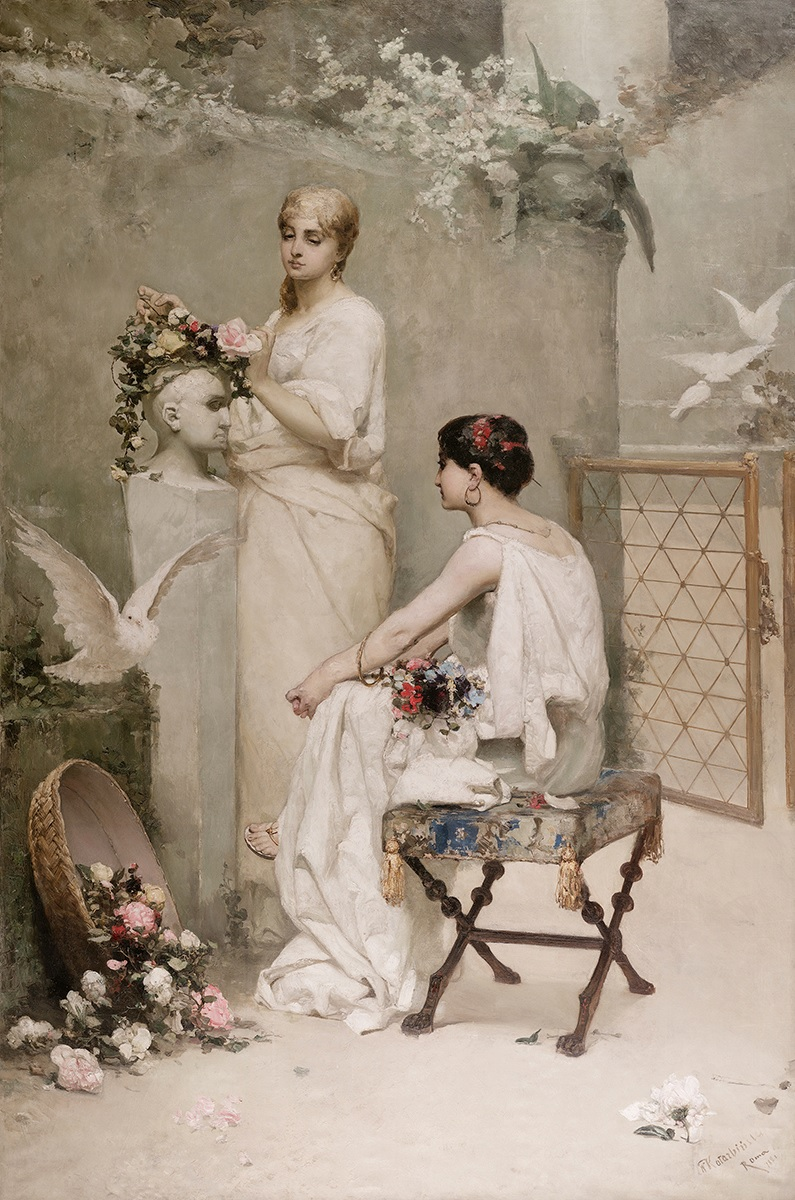
A Coroação do Poeta (1881)
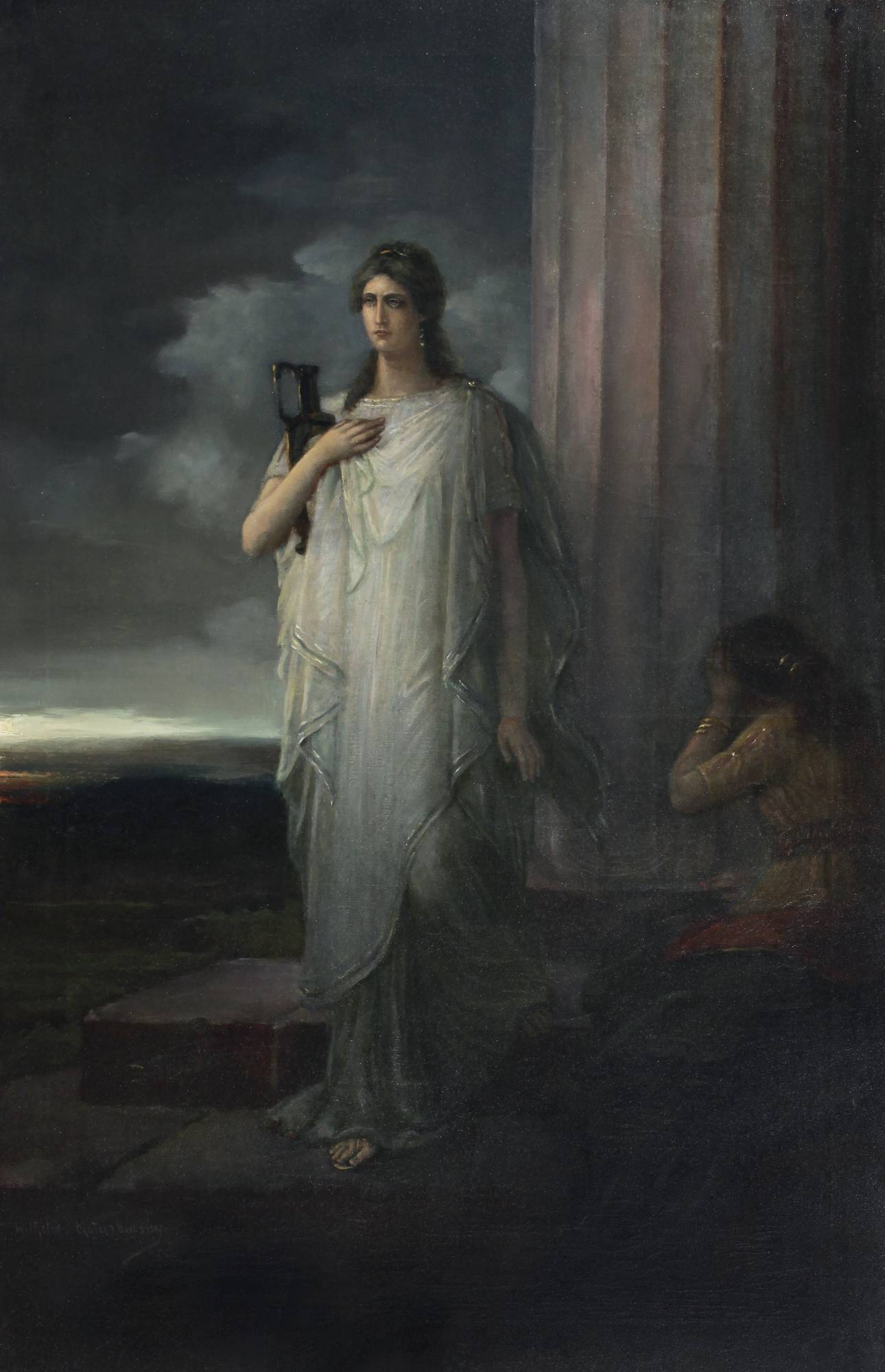
Dama Grega
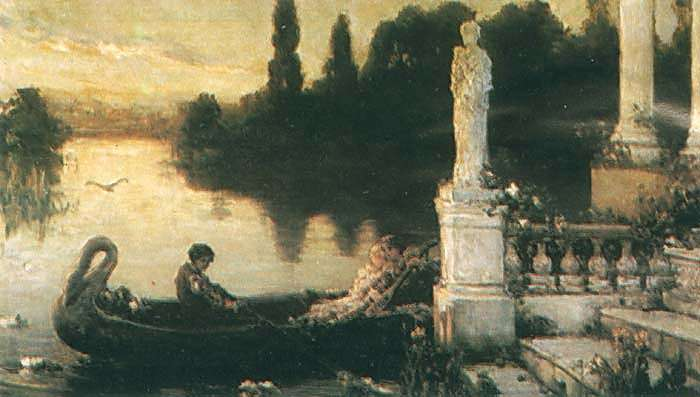
Arcádia
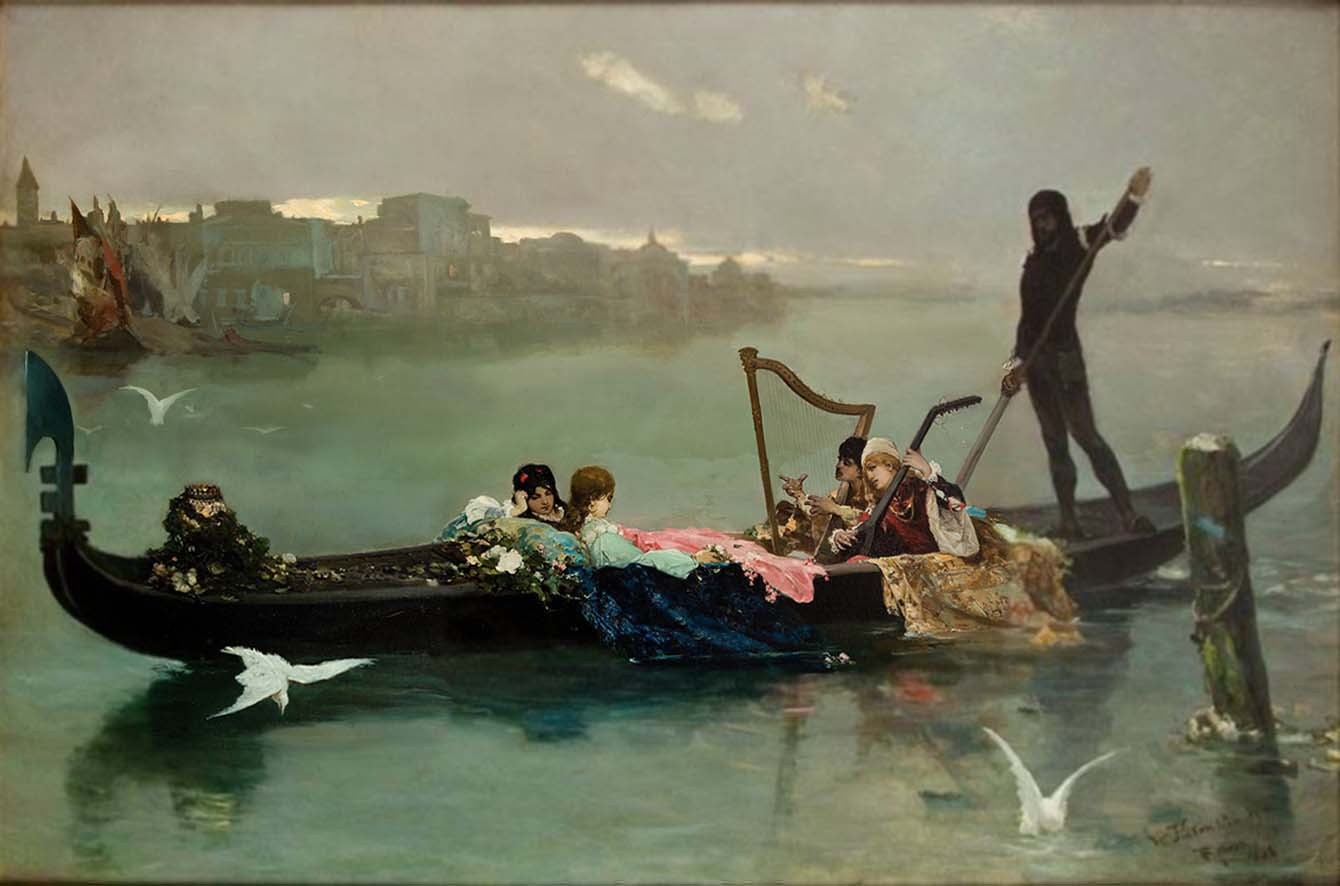
Serenada Veneziana (1881)
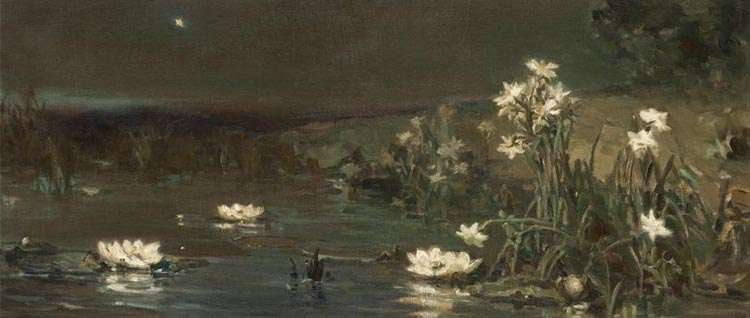
Estrela Vespertina ou A Estrela na Noite, c. 1900
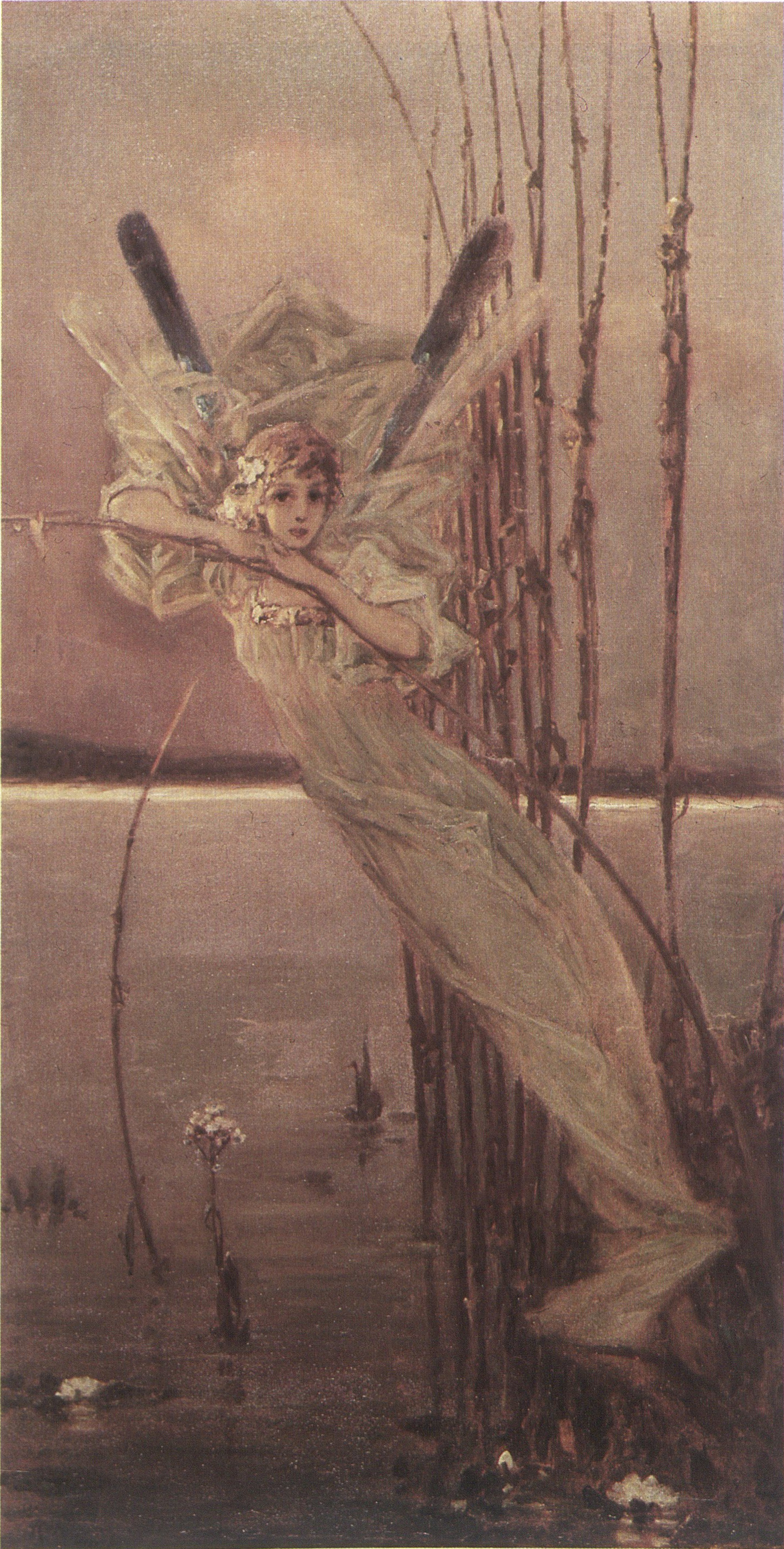
Mulher-libélula
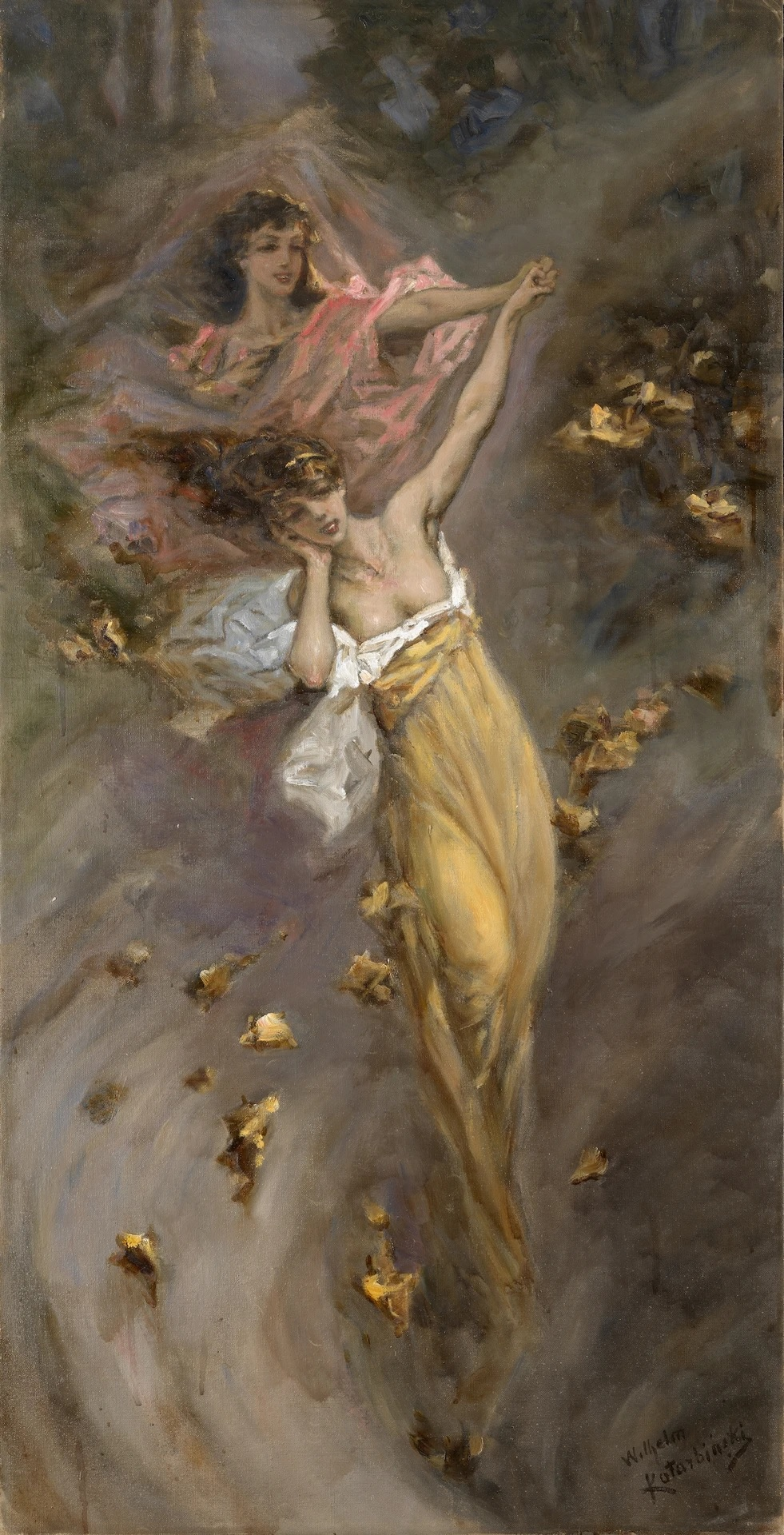
Dança das Folhas
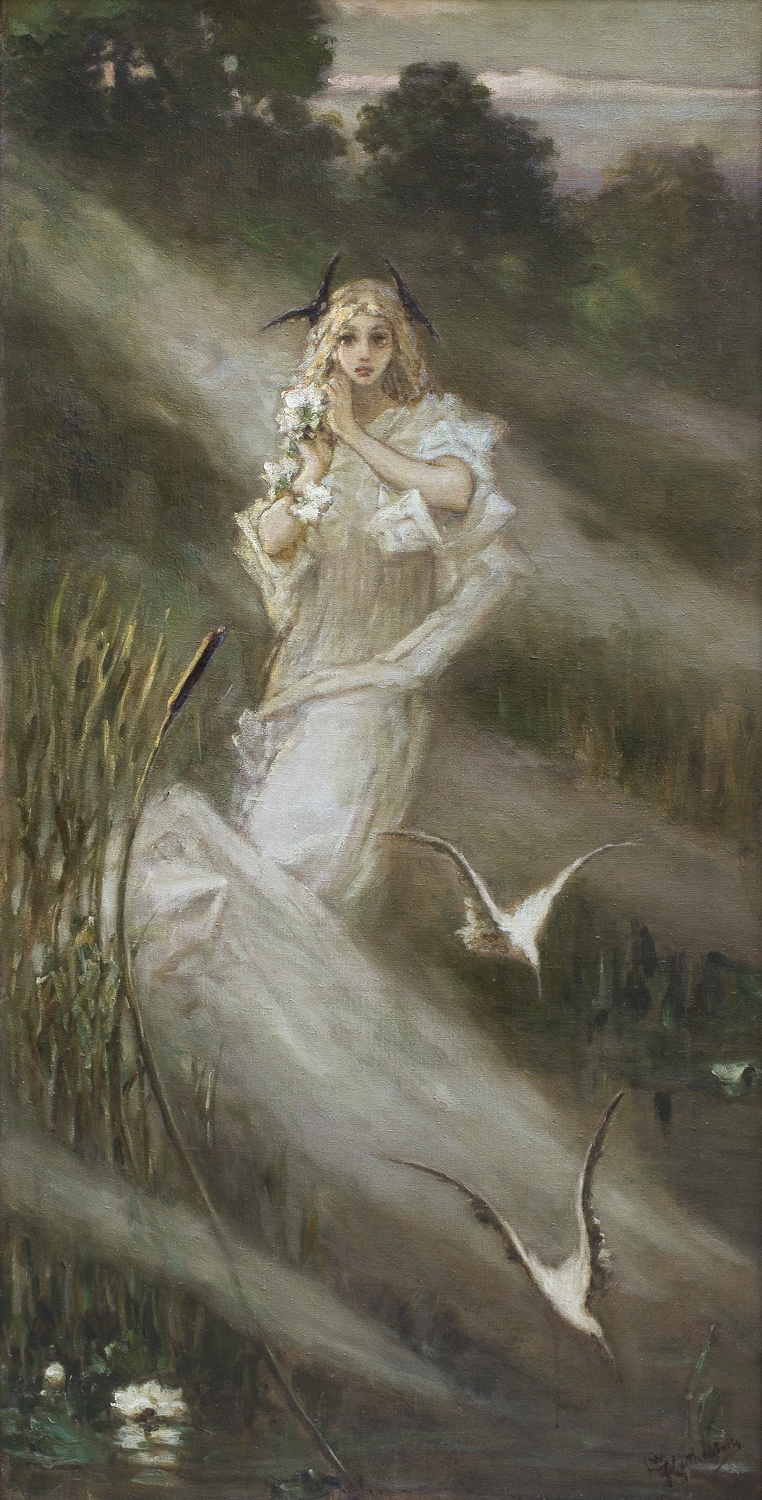
Bruma da Manhã
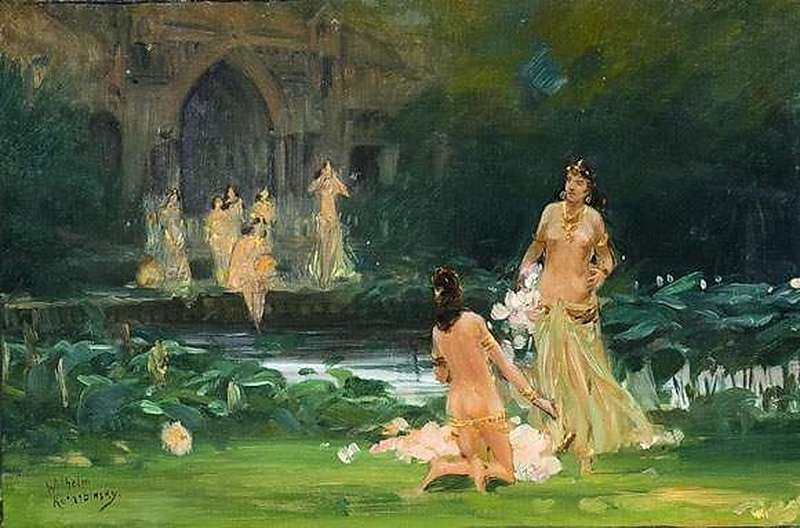
Ninfas
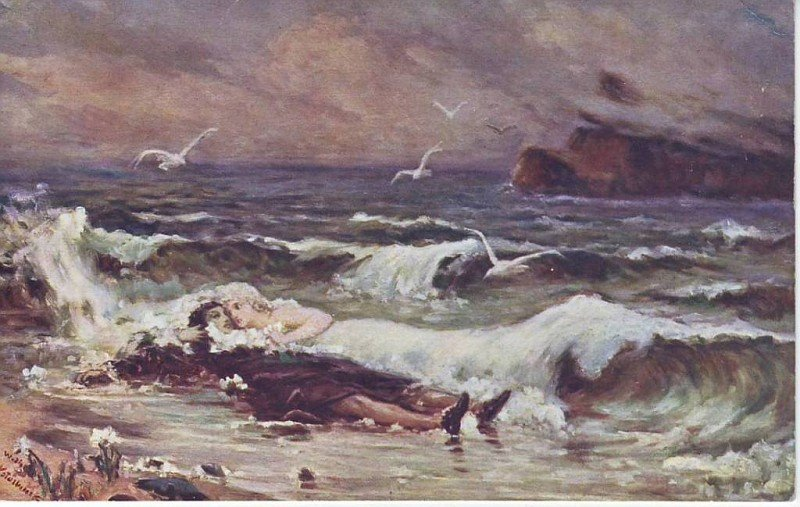
O Beijo da Onda (c. 1901)
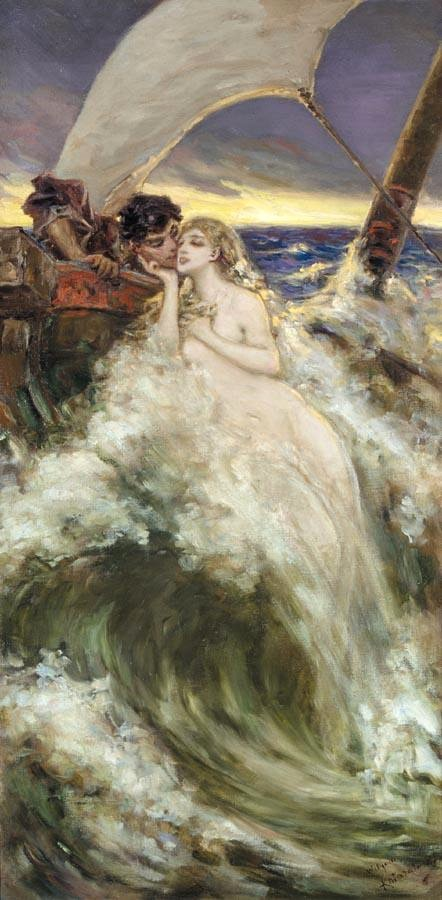
A Carícia da Onda
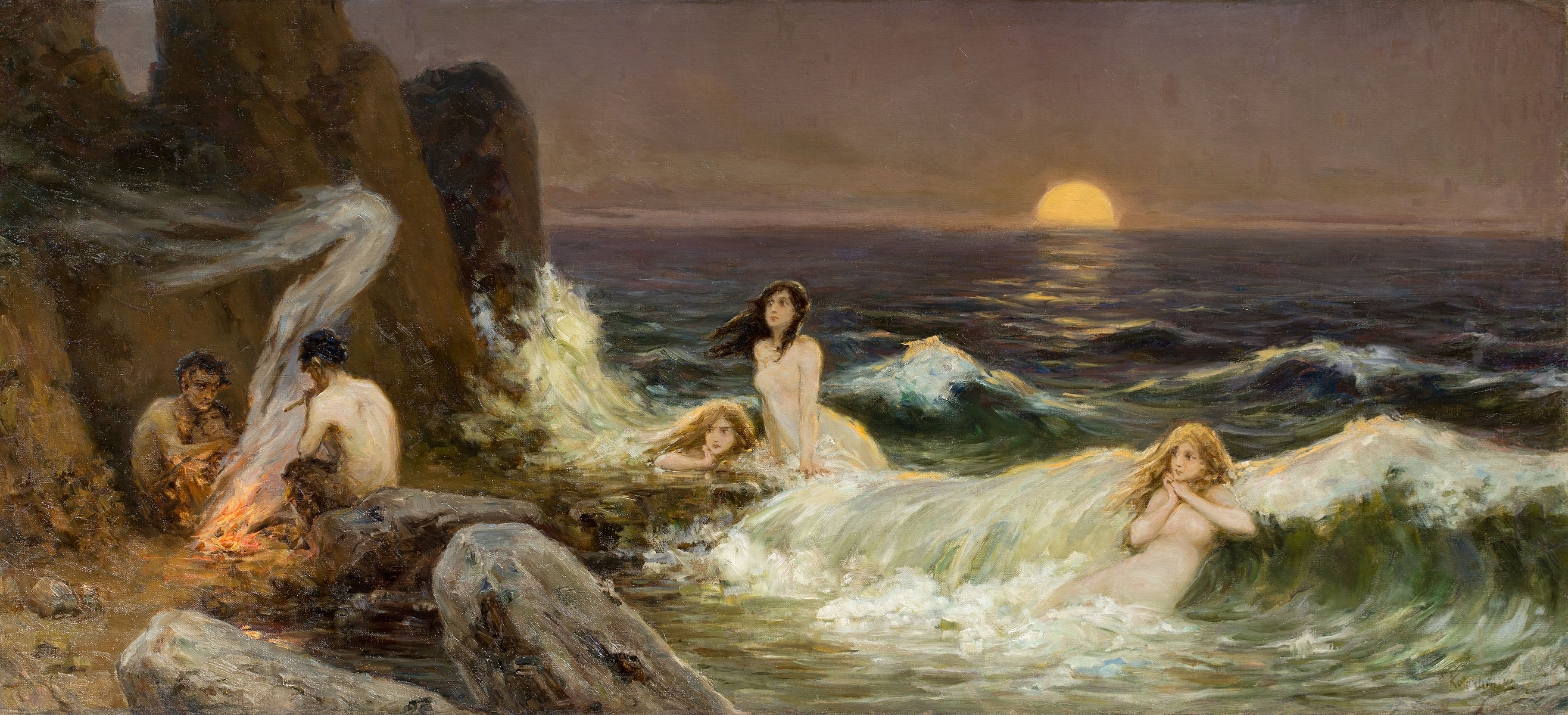
Sereias
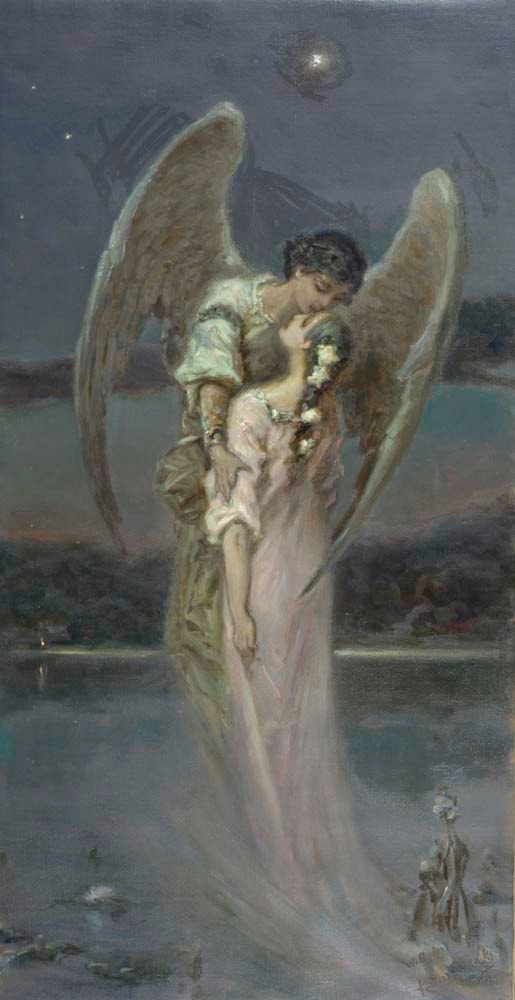
Menina com um Anjo
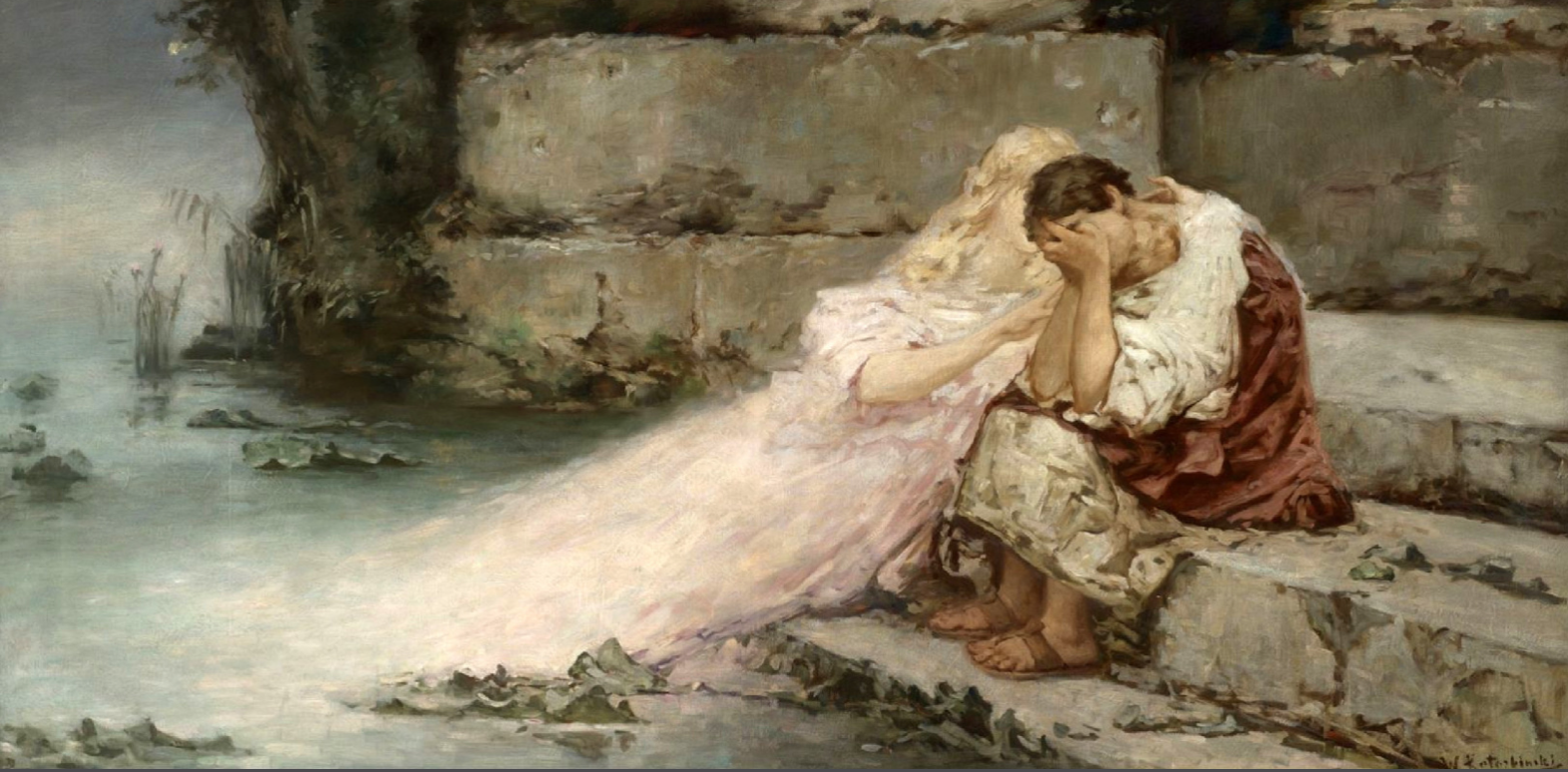
O Conforto da Névoa
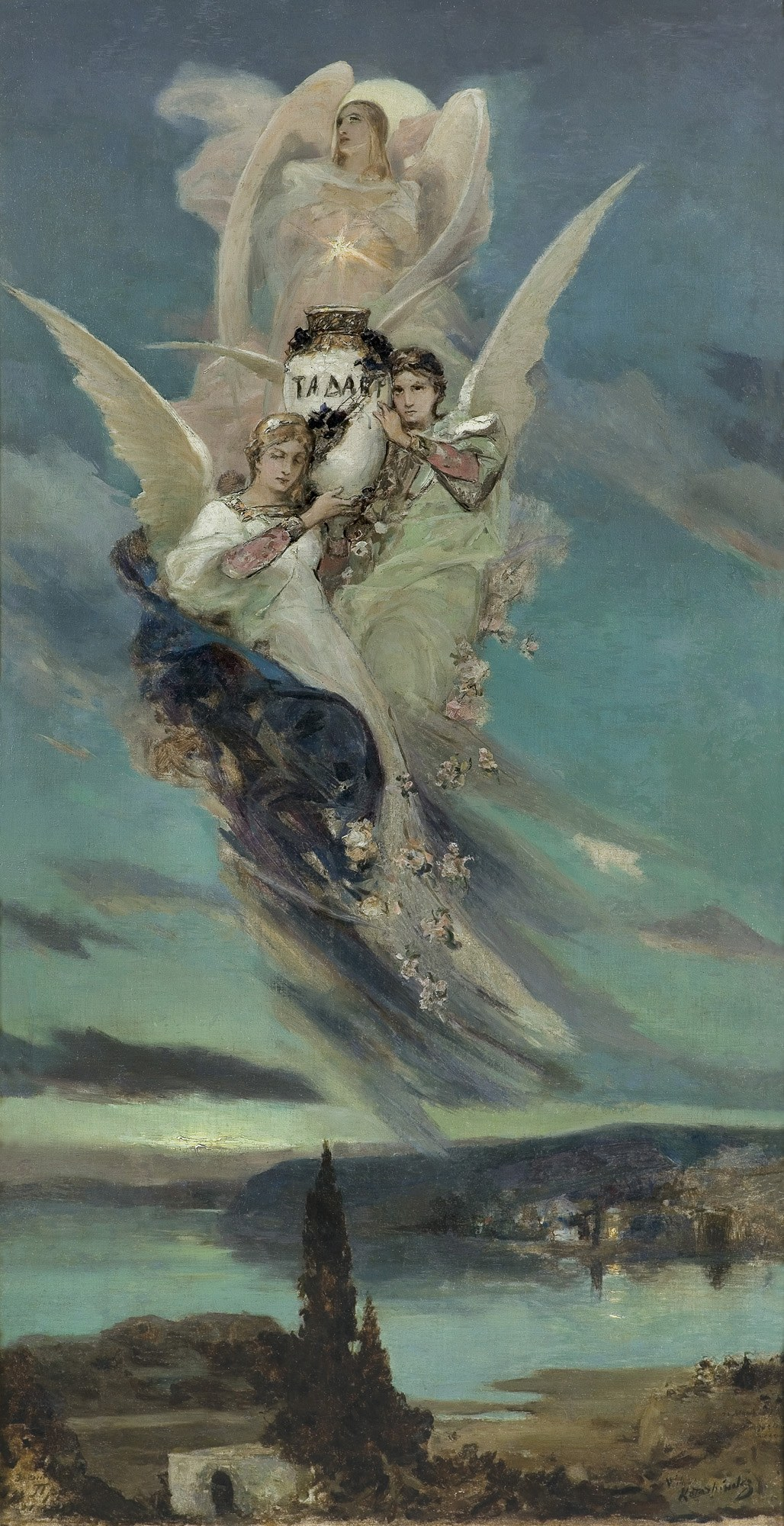
Lágrimas Humanas ou Lágrimas Coletadas
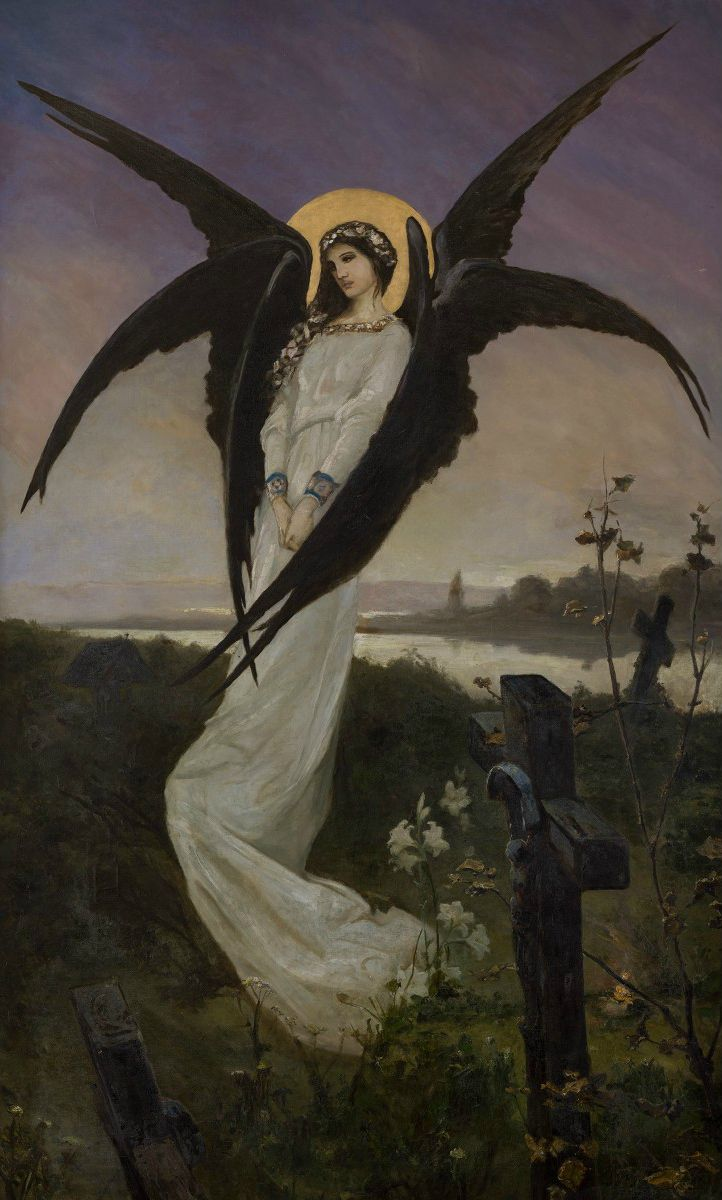
Anjo da Tristeza ou Anjo em um Cemitério
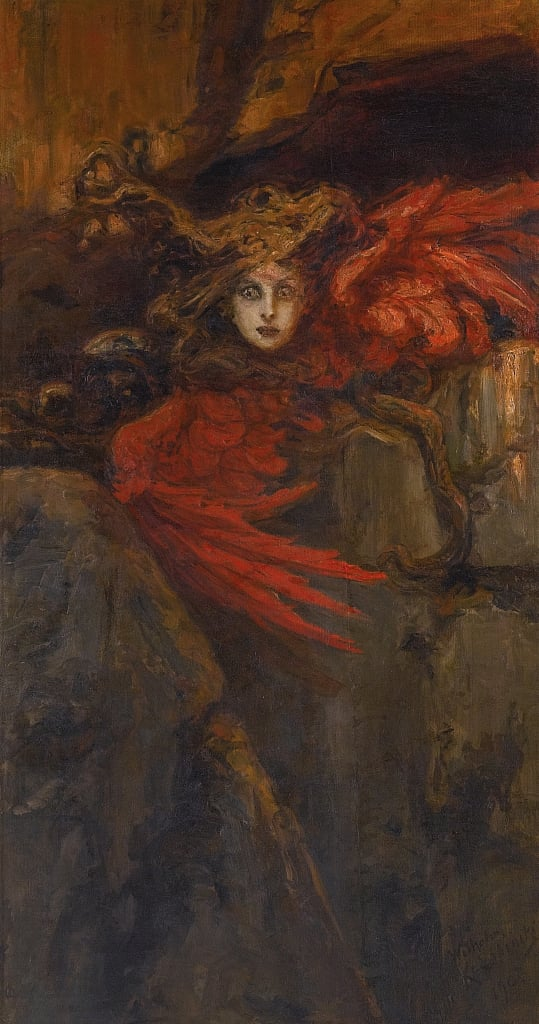
Medusa (1903)
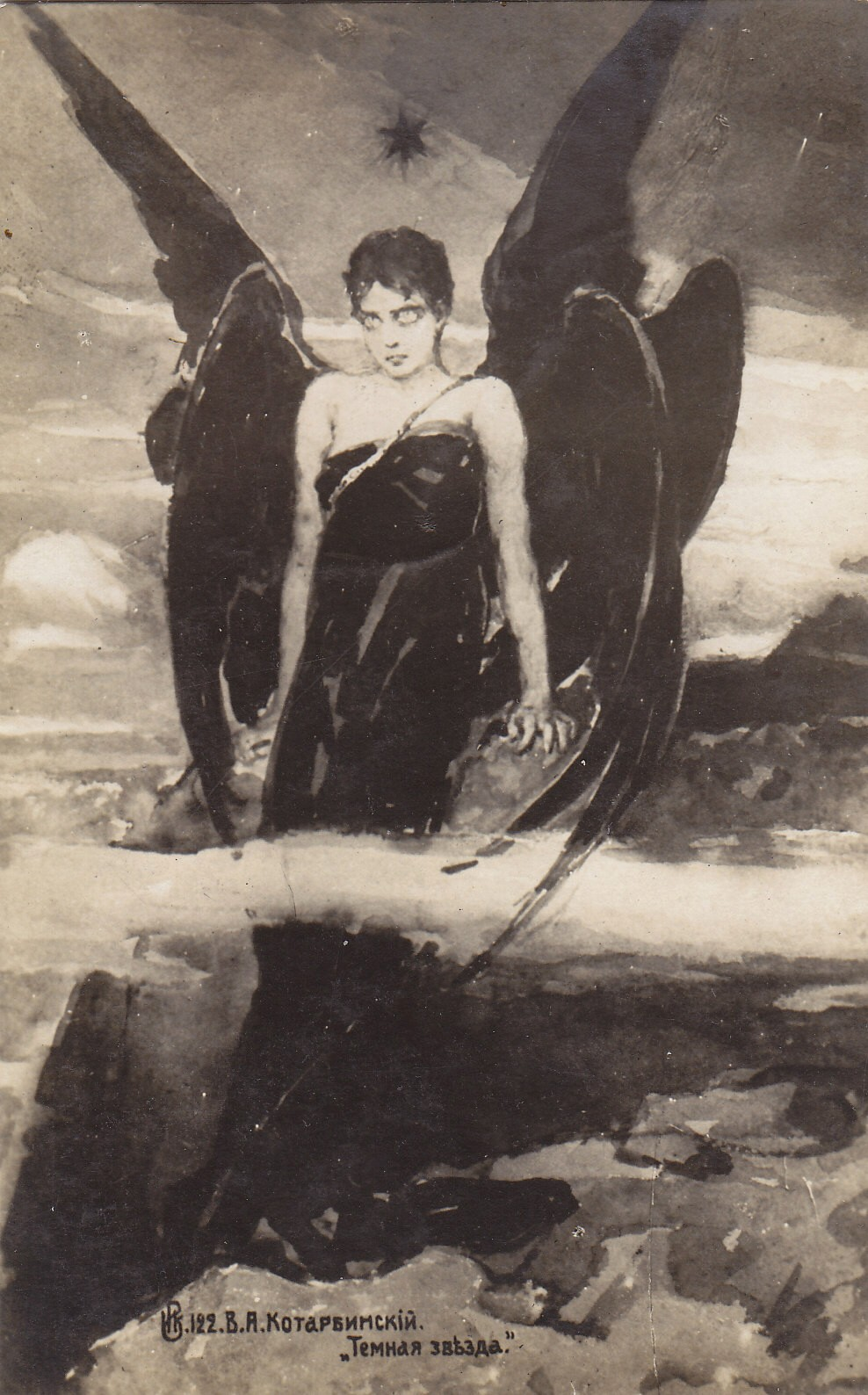
Estrela Escura
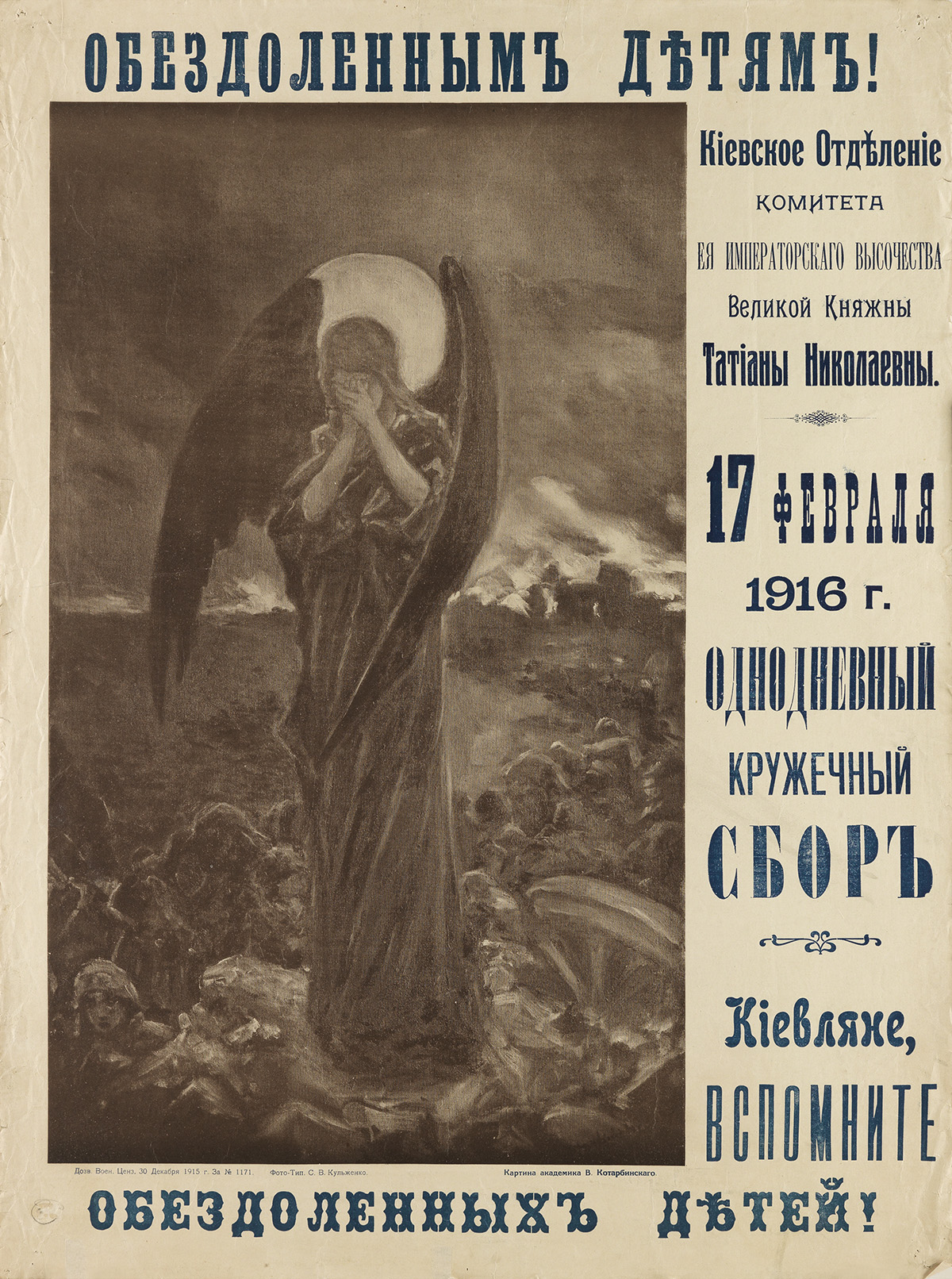
Cartaz de 1916 com pintura de Kotarbinski: "CRIANÇAS DESFAVORECIDAS!"

## Vida privada
Em 1888, após retornar da Itália, Wilhelm Kotarbiński casou-se com sua prima anteriormente viúva. O casamento deles ocorreu em Varsóvia, e depois disso eles viveram na propriedade Kalsk, que pertencia à esposa de Wilhelm (de acordo com relatos recentes, era Katarzyna Pudłowska nascida Korżewska). Devido às frequentes viagens do artista de Kalsk a Kiev, o casamento tornou-se uma ficção ao longo dos anos. Por fim, a sua esposa mudou-se para a sua propriedade perto de Vilnius, enquanto Wilhelm Kotarbiński permaneceu em Kiev.
Trabalhar em afrescos na Catedral de São Pedro Vladimir em Kiev resultou na amizade da vida privada do artista com Adrian Prakhov, que supervisionou todo o projeto. No final do século XIX Wilhelm Kotarbiński visitava seu apartamento com cada vez mais frequência e, com o passar dos anos, tornou-se amigo da casa. Também deu aulas de aquarela para a filha de Adrian e Emilia Prachów – Helena. Foi até dito que ele estava "perdidamente apaixonado" pela esposa de Adrian Prachów, Emilia Lwowna Prachowa, pianista e aluna de Franz Liszt, cujo salão era visitado por muitos artistas da época. Seu retrato, pintado pela artista a partir de 1900, é considerado uma prova de seu suposto amor.
Durante a guerra civil de 1920, o hotel "Praga", onde o artista alugou um apartamento de dois quartos, foi ocupado três vezes pelo quartel-general do Exército Vermelho. O exército então removeu todos os convidados, exceto Wilhelm Kotarbiński. Porém, após várias buscas no apartamento, Emilia Prachowa decidiu que era perigoso para o artista continuar a alugá-lo e sugeriu que ele se mudasse definitivamente para a casa dela na rua Tr'ochswiatytels'ka, onde ele tinha sido um convidado frequente até então. Ela já era viúva (seu marido morreu em maio de 1916). O criador passou os últimos meses de sua vida na casa dos Prachów.
Entre os pintores, ele apreciou particularmente Arkhip Kuindhi, Vasily Surikov e Viktor Vasnetsov, e, entre os escritores, Fyodor Dostoyevsky e Leo Tolstoy. Foi um grande amante do jogo de xadrez, ao qual dedicou quase todo o seu tempo livre, mesmo durante uma doença grave, quase até aos últimos momentos da sua vida.
Ele se sentiu um polonês durante toda a vida. Quando Pawieł Trietiakow, empresário russo, colecionador e mecenas da arte, quis comprar uma de suas pinturas, exigiu que o autor alterasse a assinatura na tela (feita em alfabeto latino) para uma escrita em cirílico. Embora o artista quisesse que sua obra estivesse presente na Galeria Tretyakov (seria um enobrecimento para ele), ele recusou categoricamente com as seguintes palavras:

"Eu sempre assino assim e não vou trocar minha assinatura por dinheiro. Você está comprando uma pintura, não minha assinatura."— Wilhelm Kotarbiński para Pavel Tretyakov (citação de Mykola A. Prachow, 1958)

## Condecorações e prêmios
- Medalha de prata e título de "Primeiro Cartunista" no concurso da Academia de São Lucas de Roma.[8][9][13]
- Grande medalha de ouro da Academia de São Lucas em Roma, 1875.[13]
- Ordem Imperial e Real de Santo Estanislau, 2ª classe (Império Russo), 1896, pelos afrescos da catedral de São Petersburgo. Vladimir em Kiev.[8][9][16][55]

## Lápide

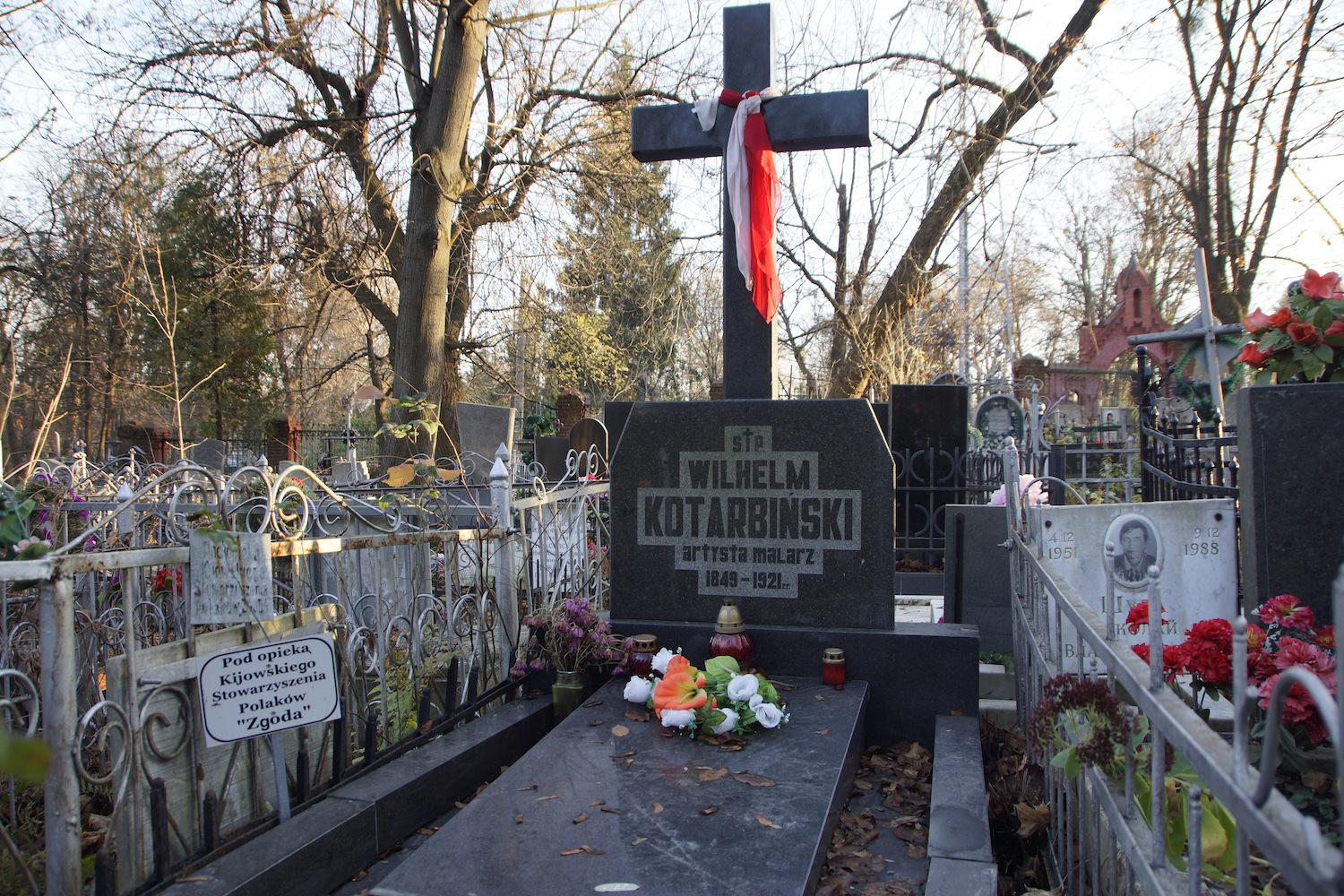
Lápide de Wilhelm Kotarbiński no cemitério de Baikove em Kiev (novembro de 2013)

No final do século XX, por iniciativa de Wiktoria Radik, presidente da Associação Nacional e Cultural dos Polacos de Kiev "Zgoda", foi realizada uma busca pelo túmulo de Wilhelm Kotarbiński no cemitério de Baikove, em Kiev. A busca foi dificultada pela falta de qualquer menção ao sepultamento no cartório do cemitério, mas conseguiram encontrar "uma sepultura modesta e coberta de mato, com uma cruz de metal inclinada" e uma placa com uma inscrição em russo: pintor Wilhelm Aleksandrowicz Kotarbiński (художник Вильгельм Александрович Котарбинский).
Sob o patrocínio de Dziennik Kijowski foi iniciada uma arrecadação de dinheiro para a construção de uma nova lápide. Os fundos transferidos, entre outros, pelo Conselho para a Proteção da Memória da Luta e do Martírio permitiu a construção de uma lápide em granito preto com uma inscrição polaca: O falecido Wilhelm Kotarbiński – pintor – 1849–1921.
Em dezembro de 2002, a lápide foi consagrada pelo pároco da paróquia católica romana de São Noclau, padre Piotr Dudek, na presença de representantes da embaixada polaca em Kiev, das autoridades de Kiev e da comunidade artística local, bem como de numerosos polacos de Kiev.
Em 2012, foi noticiado que a administração do cemitério procurava os familiares do artista porque ninguém cuidava da sepultura.
Ocasionalmente, os túmulos poloneses no cemitério de Baikove são cuidados pela Associação Nacional e Cultural de Poloneses de Kiev "Zgoda".

### Publicações de livros e imprensa
- «† Zmarli». Gazeta Lwowska. R. 86 (nr 99): 4. 30 de abril de 1896

- - Budrewicz, Olgierd. Sagi warszawskie, czyli sensacyjne i powszednie, romantyczne i prozaiczne dzieje dziesięciu wielkich rodów warszawskich. Spółdzielnia Wydawnicza „Czytelnik”. [S.l.: s.n.]

- «Spuścizna artystyczna Wilhelma Kotarbińskiego w zbiorach muzeów Kijowa». Stan badań nad wielokulturowym dziedzictwem dawnej Rzeczypospolitej. I. [S.l.: s.n.]
- «Polska sztuka w muzeum w Sumach» (PDF). Mirosław Rowicki, ТзОВ Видавничий Дім «Молода Галичина». Kurier Galicyjski: 16–17. 2012. ISSN 1996-2304
- Malinowski, Jerzy. Malarstwo polskie XIX wieku. Wydawnictwo DiG. [S.l.: s.n.] ISBN 83-7181-290-6
- MP (28 de março de 2013). «Najstarszy krucyfiks w powiecie. Ciekawa architektura». Fakty.wwl. Gazeta powiatu wołomińskiego (nr 6 (255)): 1
- «Odznaczenie». Gazeta Lwowska. R. 87 (nr 14): 4. 20 de janeiro de 1897
- Piątkowski, Henryk. Polskie malarstwo współczesne. [S.l.: s.n.]
- Poprzęcka, Maria. Polskie malarstwo salonowe. Wydawnictwa Artystyczne i Filmowe. [S.l.: s.n.] ISBN 83-221-0584-3
- «Talent zagubiony. O Wilhelmie Kotarbińskim». Art&Business Sp. z o.o. Art & Business. 1996 (nr 11 (80)): 24–27 novembro de 1996. ISSN 0867-3160
- «Pamięci Wilhelma Kotarbińskiego» (PDF). Zarząd Krajowy Stowarzyszenia „Wspólnota Polska”. Wspólnota Polska. Rok XIII (nr 6 (123)): 35–36 (PDF – 37–38). 2003. ISSN 1429-8457
- «Вільгельм Олександрович Котарбінський (1849–1921)» (PDF). Інститут проблем сучасного мистецтва Національної академіі мистецтв України – Издательство «Хімджест». Художня культура. Актуальні проблеми: Науковий вісник (em ucraniano). 2010 (7): 334–346. 2010. ISSN 1992-5514
- Александра Пелиховская. Вильгельм Котарбинский: жизнь, эпоха, судьба наследия. "Антиквар". Київ. 2019 (115). стр.37-51. ISSN 2222-436X.
- Олександра Пеліховська. "«СМЕРТЬ МЕССАЛІНИ» ВІЛЬГЕЛЬМА КОТАРБІНСЬКОГО: ІСТОРІЯ ОДНІЄЇ КАРТИНИ. ВАРШАВСЬКА СТОРІНКА". "Мова та Історія". 2020 (458). стр. 4-12. ISSN 2409-2088.
- Александра Пелиховская. "К вопросу о сознательных заимствованиях творческих приемов и композиционных схем: Мариано Фортуни и Вильгельм Котарбинский". "Мова та Історія". 2021 (464). стр. 6-21. ISSN 2409-2088.
- Александра Пелиховская "Вопрос об оригинальности художника - новые пути исследования: Вильгельм Котарбинский и Мариано Фортуни". "Мова та Історія". 2021 (465). стр. 4-19. ISSN 2409-2088.
- Олександра Пеліховська. "Вільгельм Котарбінський: малодосліджені сторінки життя і творчості". Збірка статей. Wydanie specjalne. "Мова та Iсторія". 2021 (471). ISSN 2409-2088.
- "Sto lat pamięci. Світ і світло Вільгельма Котарбінського". Redaktor Aleksandra Pelikhovska. Wydanie specjalne. "Антиквар". 2021 (5-6/124/). ISSN 2222-436X.
- Александра Пелиховская. "ВИЛЬГЕЛЬМ КОТАРБИНСКИЙ В КОНТЕКСТЕ ХУДОЖЕСТВЕННОЙ СРЕДЫ ВАРШАВЫ, КИЕВА И ПЕТЕРБУРГА ПОСЛЕДНЕЙ ЧЕТВЕРТИ XIX – НАЧАЛА XXВЕКА". "Гілея: науковий вісник. Всеукраїнське видання". Випуск 162 (5). Ч.1 Історичні науки. Київ-2021. стр.26-32. ISSN 2076-1554.

- aleksyri (7 de setembro de 2012). «Вильгельм Котарбинский (1849–1922) – украинский „модерн" – ч.1.». liveinternet.ru [on-line] (em russo)
- bł //mr (8 de abril de 2003). «Warszawa: „Wielki Tydzień" w malarstwie i literaturze». ekai.pl > Wydarzenia [on-line]
- Goch, Marcin (2010). «Spuścizna artystyczna Wilhelma Kotarbińskiego w zbiorach muzeów Kijowa» (PDF). repcyfr.pl. p. 141–152
- «Katalogi aukcyjne. Kotarbiński Wilhelm». artinfo.pl > Katalogi aukcyjne > Archiwum [on-line]
- «Kolory tożsamości», Strona Państwowej Galerii Sztuki w Sopocie. pgs.pl > Wystawy – Archiwalne Wystawy > Rok 2002 > Wystawy W Roku 2002
- «Kotarbiński Wilhelm. Dodatkowy opis». artinfo.pl > Katalogi aukcyjne > Archiwum [on-line]. 2011
- Kuczyńska, Maria (6 de julho de 2012). «Polska sztuka w muzeum w Sumach». kuriergalicyjski.com > Kultura [on-line]
- Lubiak, R. «Kościół w Postoliskach. Postoliska». tluszcz.pl > Dla gości > Zabytki i pomniki > Kościół w Postoliskach [on-line]
- «Łazienka I». muzeumzamoyskich.pl > Ekspozycje > Pałac > Łazienka I [on-line]
- MP (30 de março de 2013). «Ciekawa architektura». fakty.wwl.pl > Archiwum > nr 6 (255) [on-line]
- PAP (26 de outubro de 2019). «Ukraina: w Kijowie przed Dniem Wszystkich Świętych porządkowano polskie groby». RadioMaryja.pl
- PAP (30 de outubro de 2019). «W Kijowie odbyła się akcja porządkowania cmentarza Bajkowa». „Słowo Polskie”. Senat RP
- Radik, Wiktoria (31 de agosto de 2016). «Polacy z Kijowa pamiętają o przodkach. Od wielu lat porządkują mogiły na historycznym cmentarzu». „Studio Wschód”
- «Wszystko jest łaską». waw.waw.pl [on-line]
- ВЕнеРИН БАШМАЧОК (8 de setembro de 2012). «Вильгельм Котарбинский (1849–1922).Владимирский собор. – ч.2.». liveinternet.ru [on-line] (em russo)
- Михаил Кальницкий (Michaił Kalnicki) (5 de novembro de 2007). «Могилы знаменитостей. Котарбинский Вильгельм (Василий) Александрович (1849–1921)». m-necropol.ru [on-line] (em russo)
- «Котарбинский Вильгельм (Василий) Александрович 30 ноября 1849 – ноябрь 1922». vlsobor.com [on-line] (em ru en)
- Сергей Папета (Siergiej Papieta) (18 de agosto de 2000). «Запечатленная муза (Uwieczniona muza)». 2000.net.ua [on-line] oraz w: „Еженедельник 2000 – Аспекты” („Tygodnik 2000 – Aspekty”), nr 33 (34), 18–24 sierpnia 2000 (em russo)
- Анатолий Шинкарчук (Anatolij Szynkarczuk) (26 de julho de 2013). «Вильгельм Котарбинский (Wilhelm Kotarbiński 1849–1922) ~ Украинский „модерн"». shinkarchuk.ucoz.com [on-line] (em russo)
- "Мы искали Вильгельма Котарбинского по всей Европе, чтобы показать его в Киеве" - Александра Пелиховская - gazeta.ua (ros.), 2021-09-30.
- Aliide Naylor: "Kotarbinski – the search for a new Ukrainian identity in an old Polish artist". The Tribune (eng.), 2021-11-2.